# منطقة الباحة
منطقة الباحة؛ هي إحدى المناطق الإدارية الثلاث عشرة التي تتكون منها المملكة العربية السعودية. تقع في الجزء الجنوبي الغربي من شبه الجزيرة العربية، على سلسلة جبال الحجاز، تأسست كمنطقة إدارية في شهر ذي الحجة عام 1383 هـ، وعاصمتها الإدارية مدينة الباحة إحدى قرى شمال غامد وإليها تُنسب المنطقة ويتركز بها الثقل الإداري والتجاري وبها توجد إمارة المنطقة وتتجمع فيها الدوائر الحكومية والمراكز التجارية إضافة إلى أن بها أسواقا شعبية كثيرة منها: (سوق الخميس، سوق السبت، سوق الإثنين) وتعتبر من أفضل مناطق المملكة في مجال السياحة جنوب غرب المملكة، ويحد منطقة الباحة منطقة مكة المكرمة من الشمال والغرب والجنوب، ومنطقة عسير من الشرق. تتولى أمانة منطقة الباحة مسؤولية تطوير المنطقة.

## سبب التسمية
الباحة في اللغة هي الساحة وفناء الدار، وباحة الطريق وسطه. ومن معانيها النخل الكثير الباسق والماء الكثير. وعرفت الباحة قديماً بحديقة الحجاز، وبلاد غامد وزهران، وضيعة مكة.

## التاريخ والتأسيس

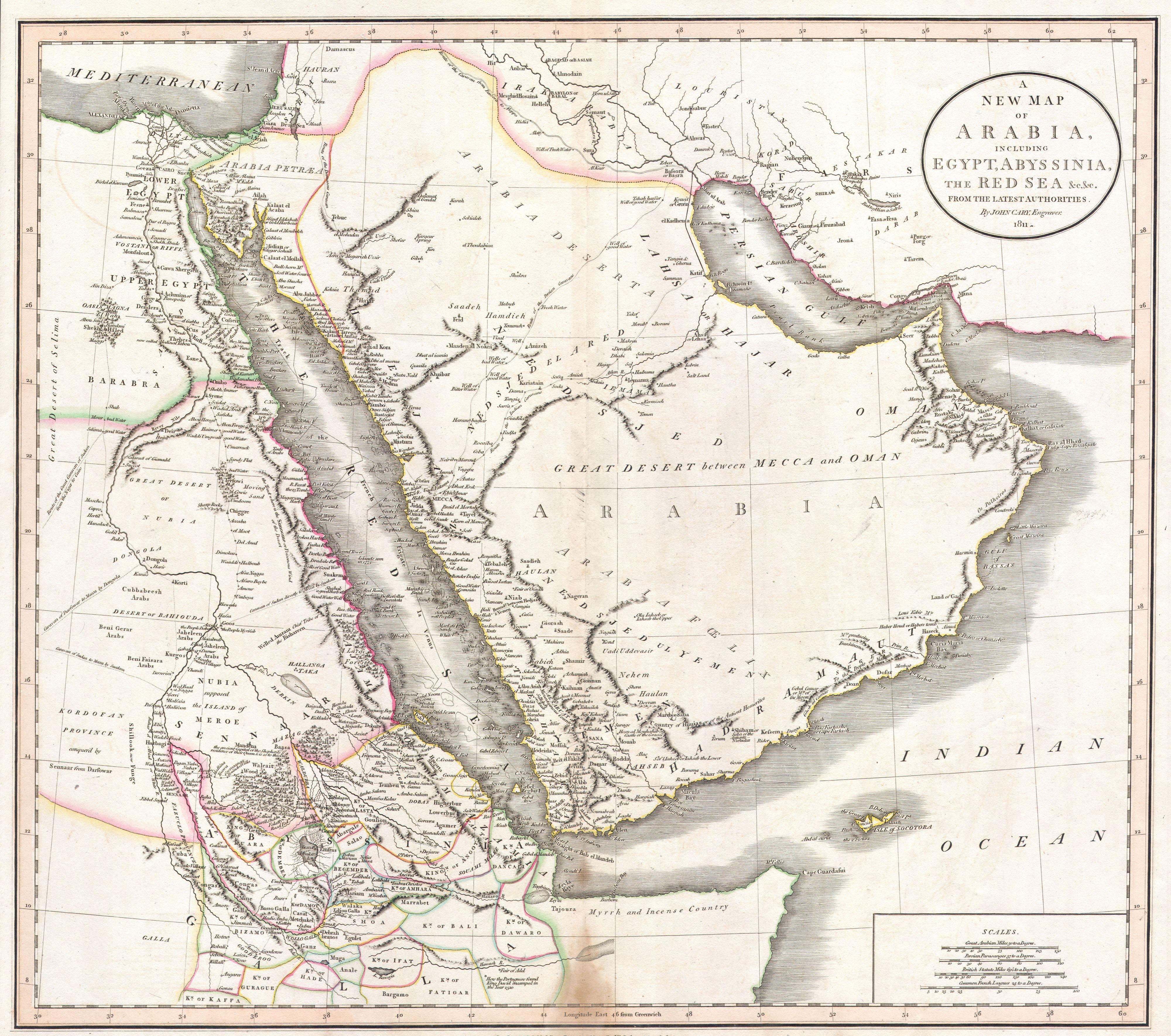
خارطة يرجع تاريخها إلى العام 1811 تظهر فيها الباحة وعدة مدن وبلدات للمنطقة وعدد من بلدات ومدن الجزيرة العربية

### تاريخ المنطقة قبل الإسلام

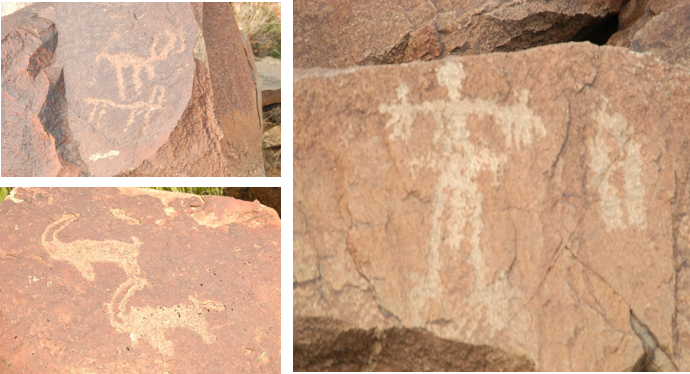
نقوش تعود للعصر الحجري عبارة عن عدد من الصخور على قمة جبل يوجد عليها رسومات وعول ورسومات آدميه ومخربشات في قرية المفارجة جنوب مدينة الباحة

كانت مسرحاً للأيام الأخيرة في حياة الصعلوك الشهير الشنفرى الأزدي كما أن المنطقة خرج منها من حكم عمان والعراق كما يوجد بالمنطقة عدداً من النقوش العبرية وأخرى بـخط المسند، وكان بها صنم دوس ذي الخلصة، وخلافها من رسوم ونقوش وكتابات عربية قديمة، على صخور متناثرة في الجبال وأودية المنطقة.

### سكان المنطقة قديماً
كان يسكن جبال السروات قديماً والتي منها سراة الباحة هم العماليق من العرب البائدة حتى قام الغطاريف وهم ابناء الحارث بن عبدالله بن يشكر بن مبشر بن صعب بن دهمان بن نصر بن زهران بن الأزد من التغلب عليهم واجلائهم من كامل السراة وقاموا بإسكان الأزد السراة.

### تاريخ المنطقة في صدر الإسلام

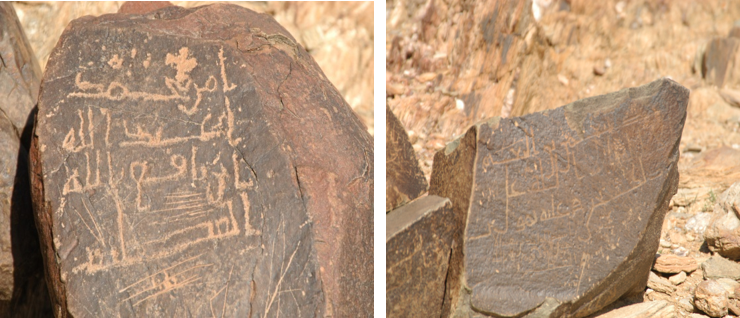
نقش اثري في شمال محافظة القرى بالقرب من الموقع الأثري منحل، تكثر فيه النقوش الإسلامية بالخط الكوفي.

تفتخر المنطقة بأنها أخرجت من الصحابة الكثيرين ومنهم أبو ظبيان الأعرج ومالك ابن عوف وعبد الرحمن بن صخر الدوسي الذي ربما يعد أشهر رواة الحديث في المذهب السني على الإطلاق، والملقب بأبو هريرة، والطفيل بن عمرو الدوسي وغيرهم.
وفي النصف الثاني من 2023 تم اكتشاف 150 قطعة أثرية، بموقع المعملة، بمنطقة الباحة منها جرة فخارية عليها نقوش إسلامية .

### المنطقة قبل العصر الحالي

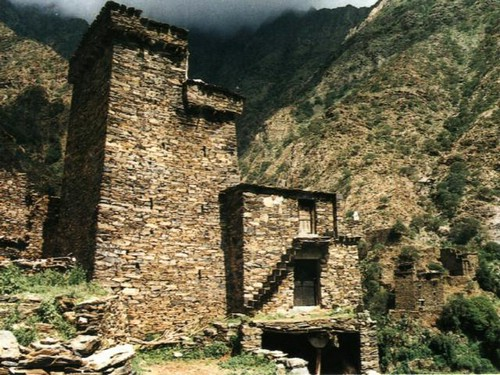
قرية نعاش الأثرية

كان النظام القبلي هو السائد في المنطقة وهو المرجع الرئيسي، وكان لزهران شيخ شمل لكل قبائلهم؛ كما كان لغامد أيضاً شيخ شمل لكل قبائلهم، وتجدر الإشارة أن قبيلتي غامد وزهران كانت لها معارك مع الأتراك أشارت إليها كثير من المراجع التاريخية والمخطوطات العثمانية ذاتها، كما أن المنطقة كان فيها كثير من المؤيدين لدعوة الشيخ محمد بن عبد الوهاب وأنصار للدولة السعودية منذ عهد الدولة السعودية الأولى.

### مراحل التأسيس إدارياً
تأسست إمارة منطقة الباحة كمنطقة إدارية في عهد الملك فيصل بن عبد العزيز وكانت الإمارة قبل ذلك تابعة إلى الظفير وتسمى إمارة الظفير منذ وقت الملك عبد العزيز حتى طلب أهل الظفير نقل مقر الإمارة منها وتم نقلها إلى بلجرشي، ثم فوّض الملك فيصل بن عبد العزيز— الأمير سعود بن عبد الرحمن بن تركي السديري بعد تعينه أميراً لبلجرشي اختيار مقر مناسب لتأسيس إمارة منطقة جديدة واختار قرية الباحة في بني عبد الله التي تقع بالمنتصف تقريبا بين قبيلتي غامد وزهران وأصبحت إمارة منطقة الباحة أسوة بإمارات المناطق الأخرى.

### المنطقة في العهد السعودي

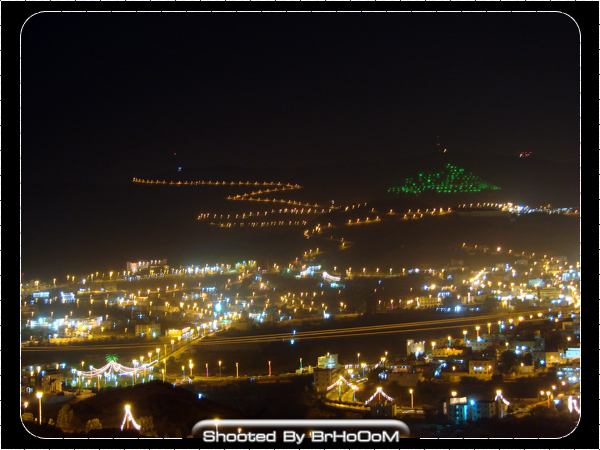
مدينة الباحة

بعد توحيد المملكة العربية السعودية شهدت المنطقة قفزة حضارية نوعية، خصوصاً في أواسط السبعينات حين ارتفعت أسعار الـ نفط. تمثلت هذه القفزة بإنشاء المدارس والمستشفيات وقيام قطاع حكومي متطور. ومن أهم عمليات التطوير في المنطقة وأكثراها التصاقاً بذاكرة سكانها، كانت شق الطرق المعبدة لكافة قرى المنطقة، حيث استفاد السكان من هذه الخطوة بشكلين، الأول بربط القرى بخطوط معبدة ببعضها وبالمناطق المحيطة بها، والثاني ولعله الأهم بالنبسة لبعض السكان، أن البعض قد أثرى من سياسية نزع المكليات لشق الطرق والحصول تبعاً لذلك على تعوضيات سخية من قبل الدولة، فانتقل عدد منهم، نتيجة لذلك، إلى خارج المنطقة لغرض استثمار الأموال التي حصل عليها. وقد حقق بعض أبناء المنطقة نجاحاً ملحوظاً في التجارة. خلال تلك الفترة كان إنشاء شركة كهرباء الباحة، قبل أن تدمج مع كهرباء الجنوبية لاحقاً. فعملت على توظيف أبناء المنطقة في طاقمها التشغيلي والإداري، بالإضافة إلى الغاية الأساسية من توفير الطاقة الكهربائية الرخيصة لكافة قرى المنطقة والتي غطتها شبكة الكهرباء.

## أمراء منطقة الباحة

### أمراء منطقة الظفير ومنطقة بلجرشي قبل تأسيس منطقة الباحة
- تركي بن محمد بن ماضي من 1353/4/1 هـ إلى 1356/11/1 هـ (أمير منطقة الظفير)
- فهد بن فيصل الفرحان آل سعود من 1356/11/1 هـ إلى 1358/1/1 هـ (أمير منطقة الظفير)
- ناصر بن عبد العزيز الموينع (بالوكالة) من 1357/1/1هـ إلى 1358/6/9 هـ (أمير منطقة الظفير)
- عبد الرحمن بن أحمد السديري من 1358/6/9 هـ إلى 1362/2/5 هـ (أمير الظفير)
- فهد بن بأز (بالوكالة) من 1362/2/5 هـ إلى 1364/2/1هـ (أمير الظفير)
- إبراهيم بن عبدالله بن عرفج من 1364/2/1هـ إلى 1365/7/27هـ (أمير الظفير)
- محمد بن صالح العذل من 1365/7/27هـ إلى 1366/3/1 هـ (أمير الظفير)
- عبدالله بن سعد بن جريد من 1366/3/1 هـ إلى 1367/9/15هـ (أمير الظفير)
- عبد العزيز بن عبد الرحمن السويلم من 1367/9/15هـ إلى 1371 (أمير الظفير)
- عبد العزيز بن عبد الرحمن السويلم من 1371 هـ إلى 1379/9/10هـ (أمير منطقة بلجرشي)
- الأمير سعود بن عبد الرحمن السديري من 1379هـ حتى 1383 هـ ((أمير منطقة بلجرشي))

### أمراء منطقة الباحة منذ تأسيسها
- الأمير سعود بن عبد الرحمن السديري من 1383هـ حتى 1398 هـ
- الشريف فيصل بن هزاع العبدلي (بالوكالة) من 1398 هـ حتى 1398 هـ
- إبراهيم بن عبد العزيز الإبراهيم من 1398 هـ حتى 1406/7/28هـ
- إبراهيم بن محمد الزيد (بالوكالة) من 1406/7/28 هـ حتى 1408/1/27 هـ
- الأمير محمد بن سعود بن عبد العزيز آل سعود من تاريخ 27 / 1 / 1408 هـ إلى 18 / 9 / 1431هـ
- الأمير مشاري بن سعود بن عبد العزيز آل سعود من تاريخ 18 / 9 / 1431 إلى 1438/725

الأمير حسام بن سعود بن عبد العزيز آل سعود
من تاريخ 1438/7/25 حتى الآن.

### مسؤولو الإمارة حاليًّا
- الأمير حسام بن سعود بن عبد العزيز آل سعود أمير منطقة الباحة.

## محافظات المنطقة
تتبع لمنطقة الباحة تسع محافظات إضافة إلى العاصمة الإدارية مدينة الباحة.
| 1  | مدينة الباحة       | 90,515 |
| 2  | محافظة بلجرشي      | 51,787 |
| 3  | محافظة المندق      | 20,010 |
| 4  | محافظة المخواة     | 48,333 |
| 5  | محافظة العقيق      | 37,608 |
| 6  | محافظة قلوة        | 31,197 |
| 7  | محافظة القرى       | 19,586 |
| 8  | محافظة بني حسن     | 35,082 |
| 9  | محافظة غامد الزناد | 12,506 |
| 10 | محافظة الحجرة      | 12,136 |

## المساحة

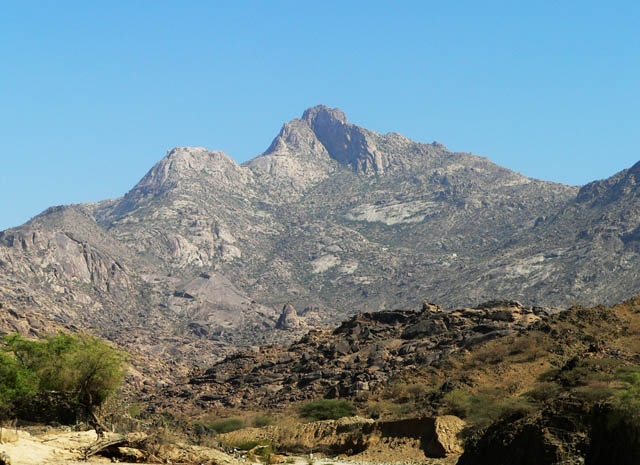
اثار جبل شدا

تعتبر منطقة الباحة أصغر مناطق المملكة العربية السعودية بمساحة تصل إلى 12000 كم2. ومدينة الباحة هي أكبر مدنها ومركزها الإقليمي. يتوزع سكانها على قرابة 1200 قرية. تمتاز المنطقة بتضاريسها ومنتزهاتها وغاباتها التي تتنوع فيها النباتات الطبيعية كما تزخر المنطقة بالعديد من الإطلالات على قمم المنحدرات وينتشر بها المباني والأماكن ذات الطابع الأثري.

## السكان
تعداد السعودية 2022

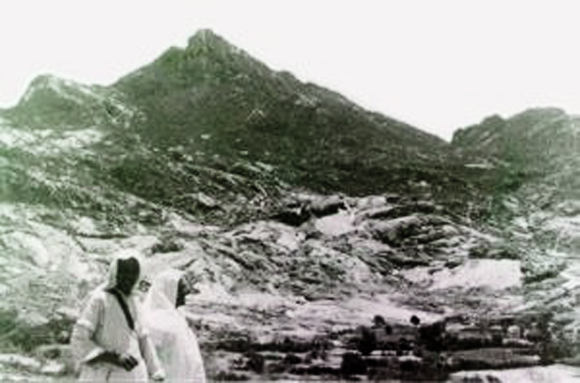
صورة قديمة لرجلان من منطقة الباحة

بلغ عدد سكان منطقة الباحة (339,174) نسمة حسب تعداد السعودية 2022، وعدد السعوديين في المنطقة (251,288) نسمة بنسبة 74,1%، وغير السعوديين (87,886) نسمة بنسبة 25,9%. وهي أقل مناطق السعودية من حيث عدد السكان.
بلغ عدد سكان منطقة الباحة قرابة 487,108 نسمة 389,483 سعوديين و 97,625 نسمة من المقيمين. وذلك على حسب آخر تعداد للسكان في عام 2018 م.
تؤكد مصادر النسابين أن معظم سكان منطقة الباحة ينحدرون من أزد شنوءة التي قيل إنها نزحت إلى المنطقة من جنوب شبه الجزيرة العربية إثر «إنهدام سد ماء اختلفت الآراء في مسبباته»، وهناك من يقول أنه ليس باستطاعة أحد أن يجزم بخلو هذه المنطقة من السكان قبل حدوث الهجرة العربية الكبرى في جنوب الجزيرة العربية بل أنها كانت مأهولة تماما في أجزائها الشرقية على الأقل ومما يدعم هذا الاتجاه وجود العديد من النقوش ذات الروح البدائية في مناطق متفرقة مثل جبل دموا وجبلي الروحي والقهب إضافة إلى الكهوف بالقرب من تلك الأماكن وقليل من الشظايا الحجرية المسننة.

## الموقع والحدود
تقع منطقة الباحة في الجنوب الغربي من المملكة العربية السعودية على جبال الحجاز.
ويحدها من الشمال والغرب منطقة مكة المكرمة ومن الجنوب والشرق منطقة عسير. وتقع على ما بين خطي طول 41/42 شرق خط غرينتش وما بين دائرتي عرض 19/20 شمال خط الاستواء.
أما الحدود القبلية فتحدها شمالاً ديار قبيلة البقوم وقبيلة بني الحارث وقبيلة بني مالك وغرباً ديار قبيلة كنانة وجنوباً ديار قبيلة بلقرن وشرقاً ديار قبيلة خثعم.

## المناخ

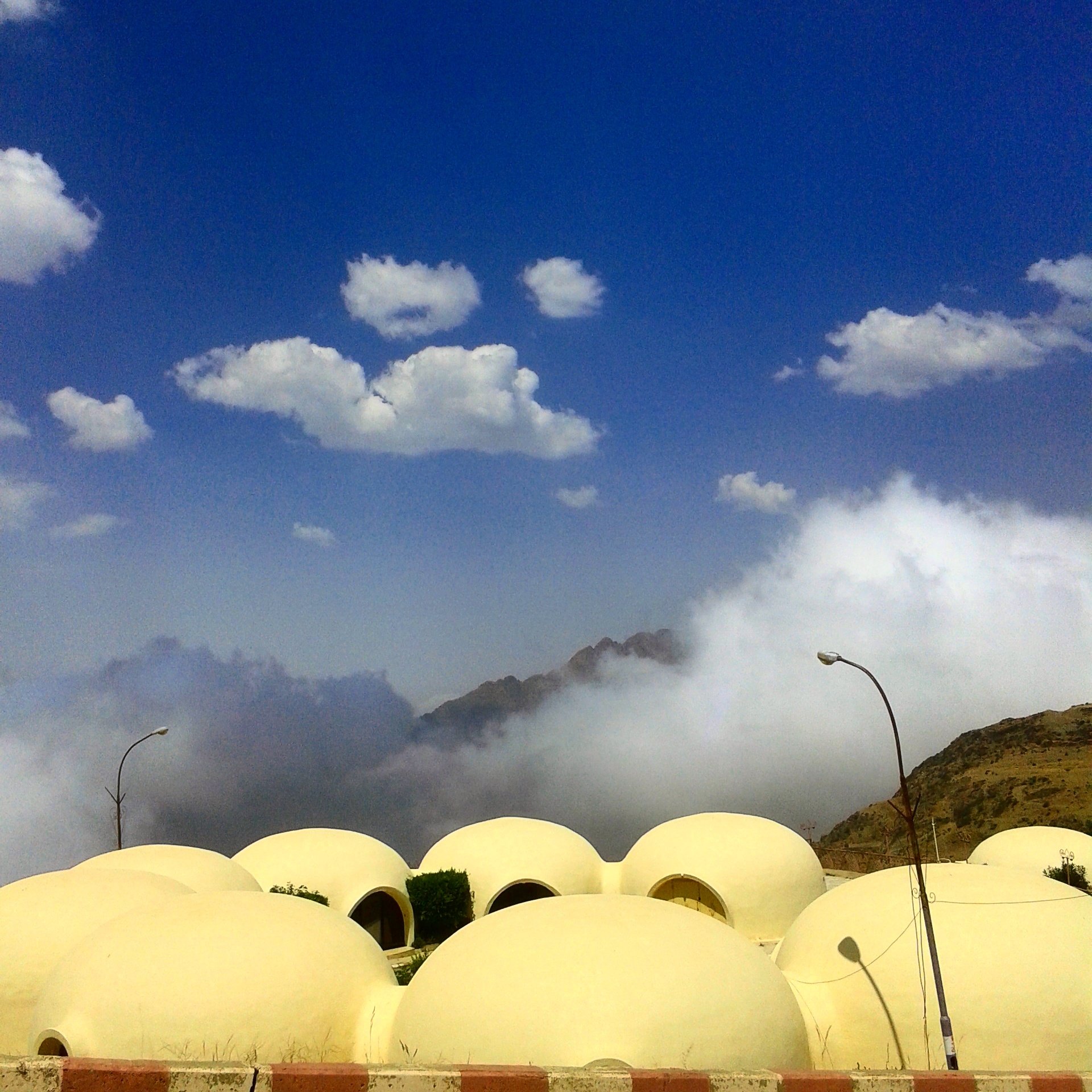
جبل رأس النخلةجبل رأس النخلة
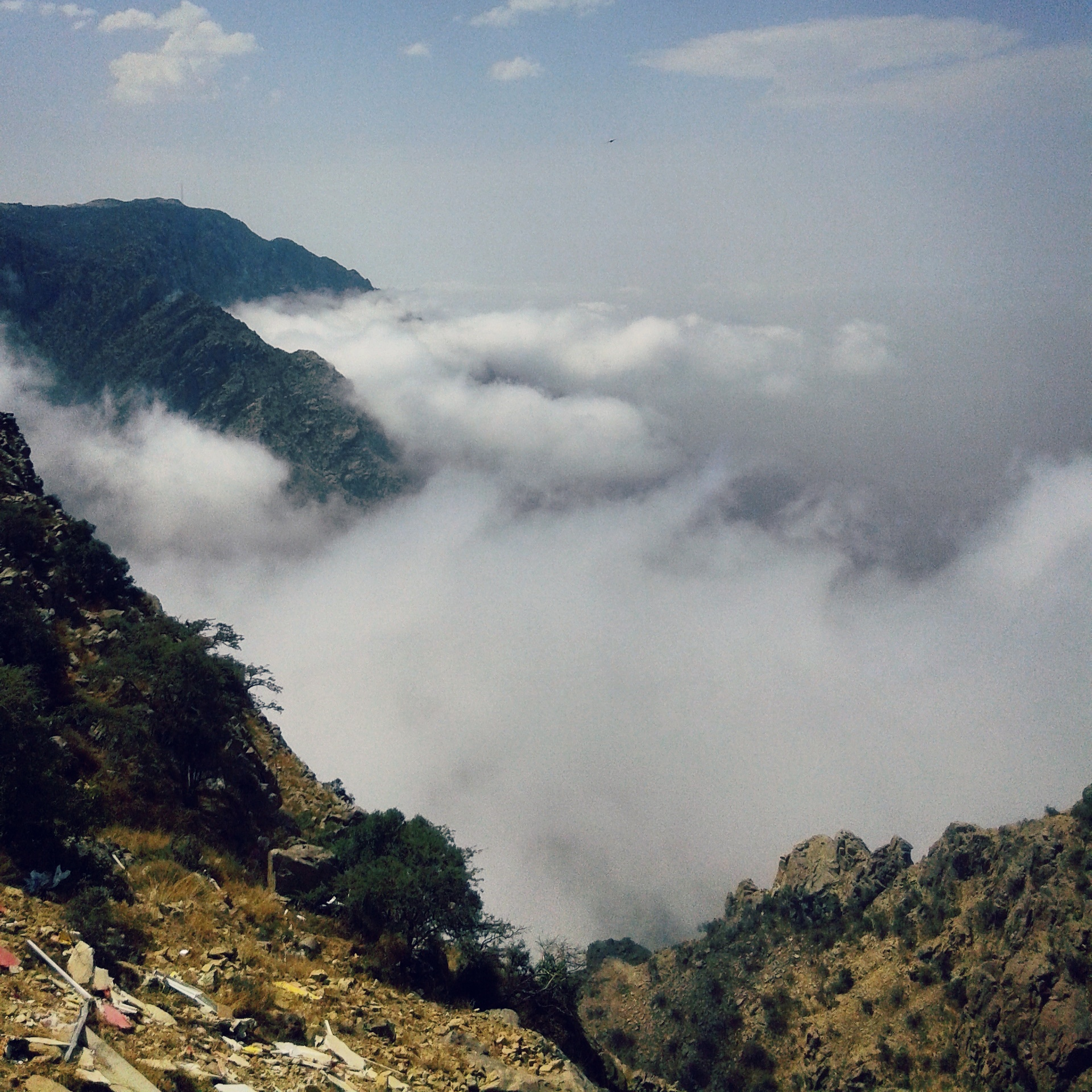

يؤثر اختلاف التشكيلات التضاريسية في مناخ المنطقة، فقطاع الحجاز يتعرض لجبهات هوائية رطبة تأتي من السهل التهامي فتتكون السحب والضباب وغالبا ما يتعرض القسم الحجازي لسحب وضباب في فصل الشتاء بسبب هذه الكتل الهوائية القادمة من البحر الأحمر بالإضافة إلى عواصف رعدية وتتدنى درجات الحرارة وتتعرض لأمطار غزيرة فيما تمتاز بمناخ معتدل عليل في فصلي الربيع والصيف، أما قطاع تهامة فمناخه مختلف عن قطاع الحجاز على الرغم من قرب المسافة بين القطاعين (25 كلم). تهامة سهول ساحلية متموجة ترتفع فيها درجة الحرارة صيفا ودافئة شتاء ومعتدلة في فصل الربيع. وعموما يعتبر مناخ منطقة الباحة ضمن نطاق الإقليم الجاف إلا أن المناخ معتدل البرودة شتاء، عليل جميل في بقية فصول السنة. تتراوح نسبة الرطوبة في المنطقة بين 52% إلى 67% والضغط الجوي بين 602 إلى 607، ويبلغ متوسط درجة الحرارة 23 الدرجة الكبرى و 12 الدرجة الصغرى، ويتراوح معدل هطول الأمطار في الحجاز بين 229 ملم إلى 581 ملم وفي قطاع تهامة بين 100 ملم إلى 250 ملم سنويا.

## التضاريس

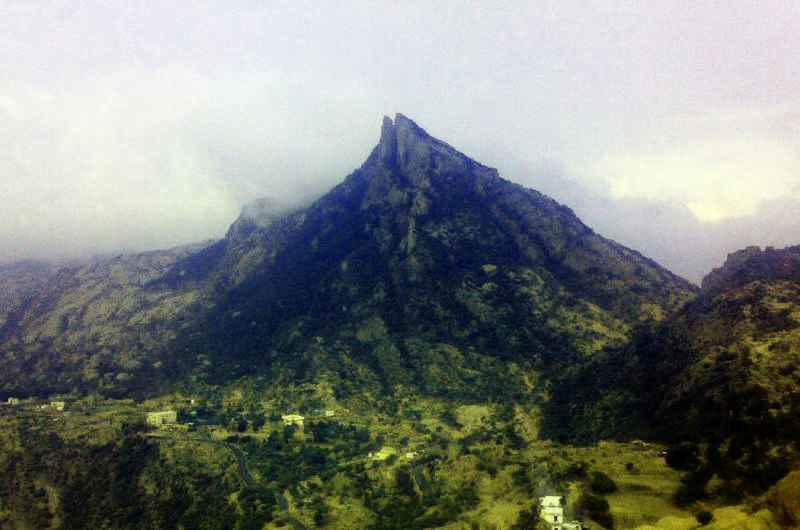
جبل أثرب
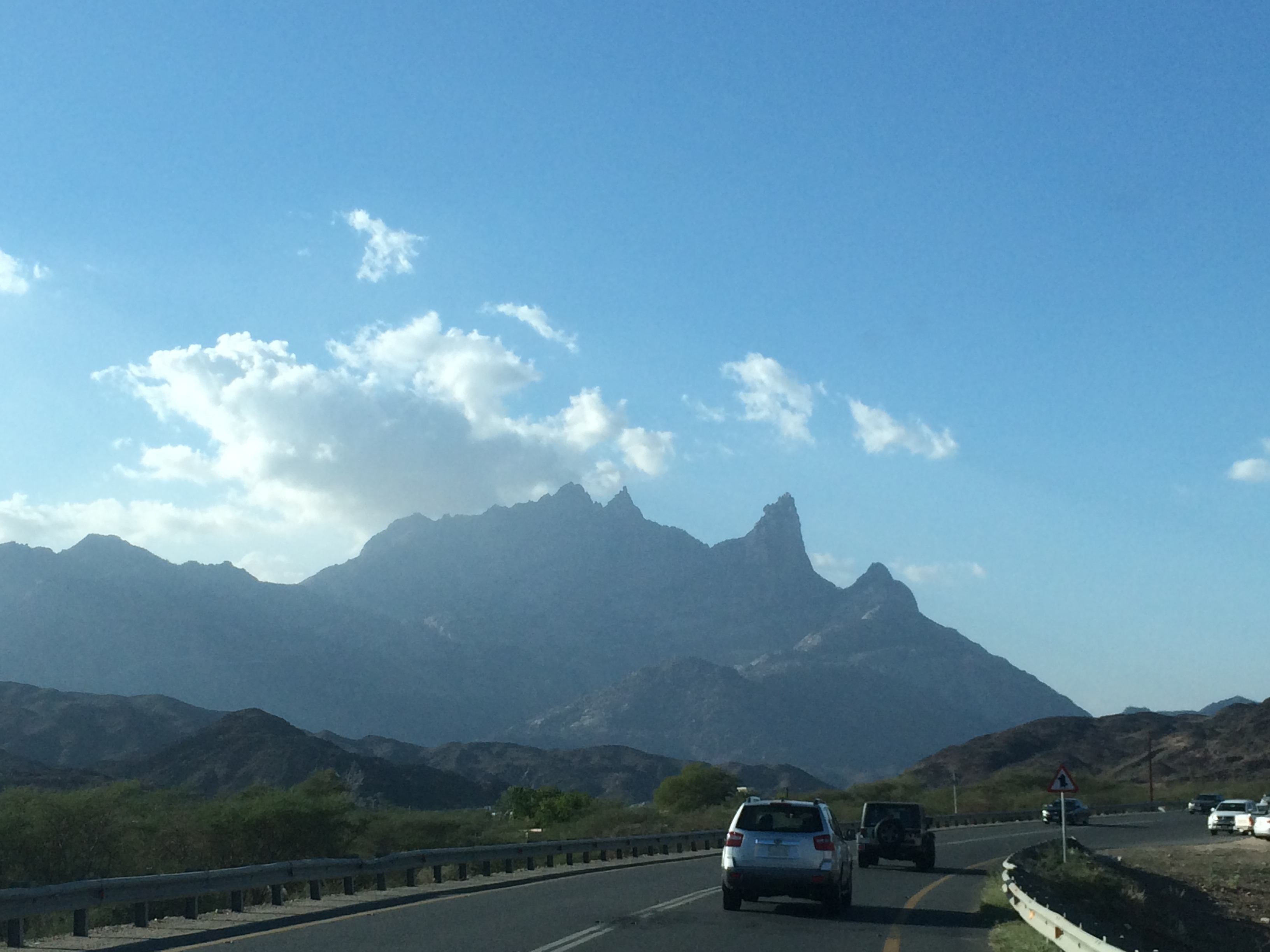
جبل شدا
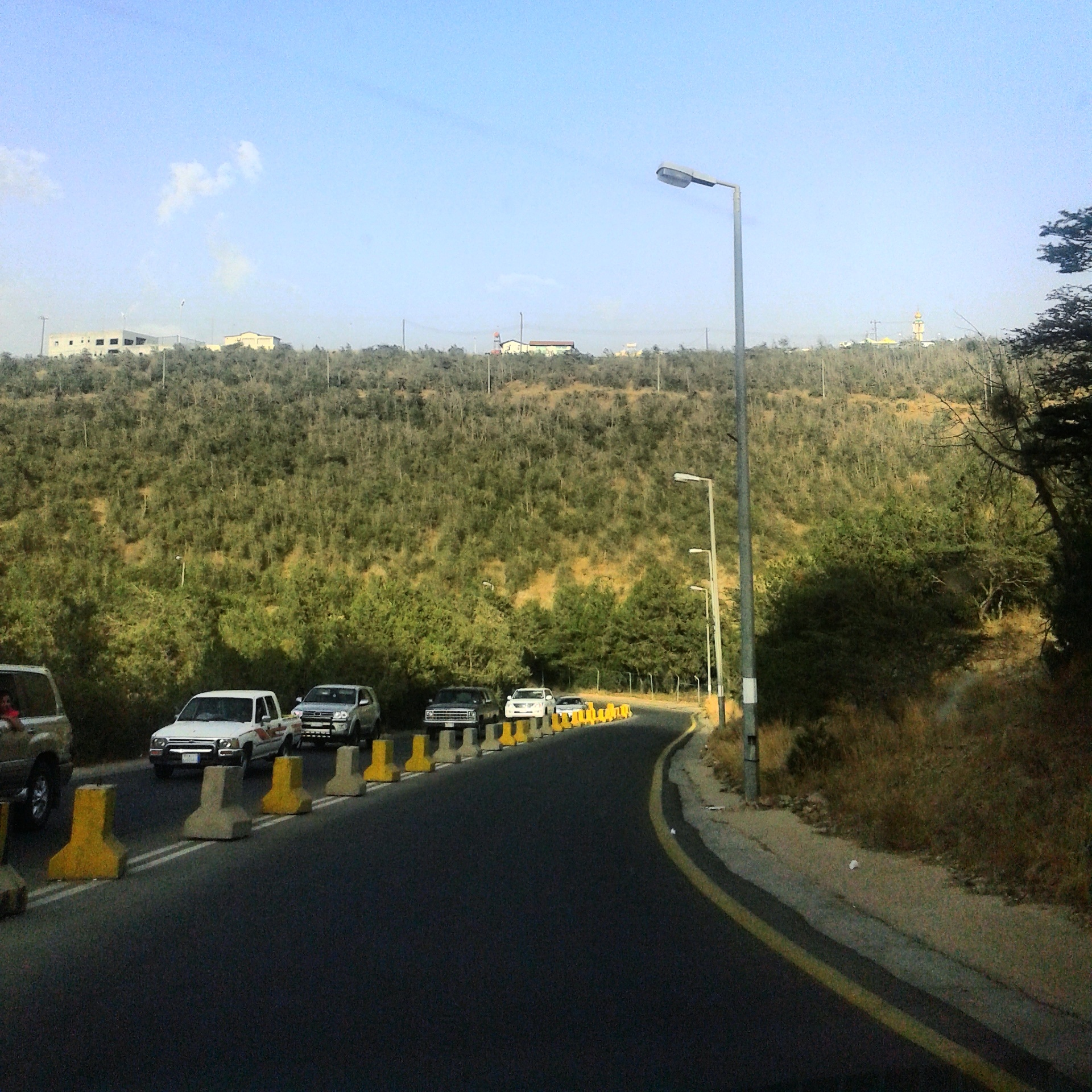
غابة رغدان
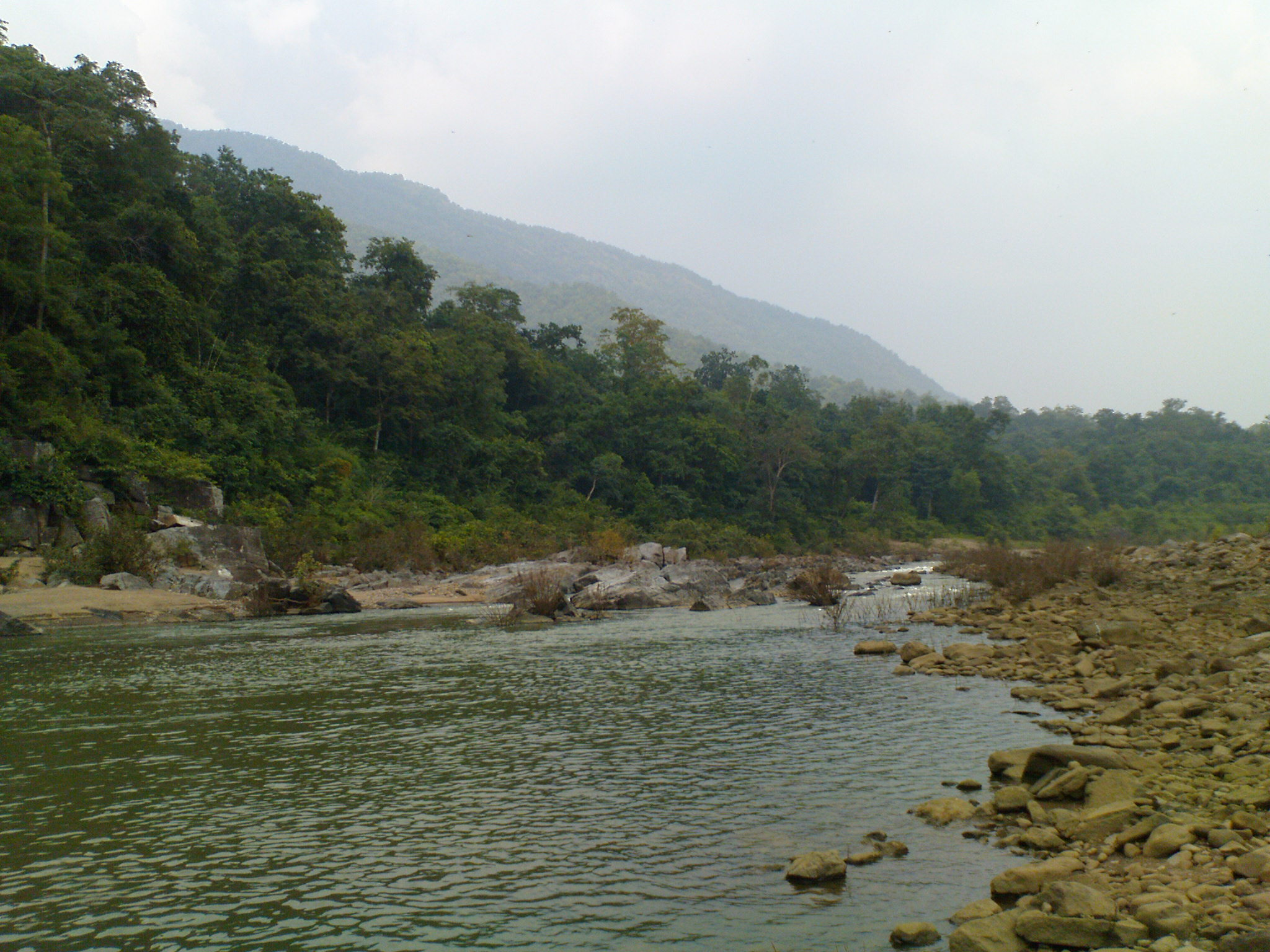
غابة عمضان

تضاريس المنطقة في معظمها عبارة عن جبال تعرف بجبال الحجاز وتُغطي المناطق الجبلية بشكل شبه كلي أشجار صنوبرية محلية تسمى بالعرعر بالإضافة إلى أنواع عديدة من الأشجار المثمرة أو أشجار الأحراش والغابات بالإضافة إلى النباتات والشجيرات الصغيرة والأزهار مثل الكادي والريحان والحبق والياسمين والورد الحجازي و (العقش، توت العليق) والعرفج وغيرها.
تنتشر على سفوحها مصاطب ومدرجات زراعية يزرع فيها سكان المنطقة نباتات المنطقة التي اعتمدوا عليها في غذائهم مثل الذرة البيضاء والشعير والقمح والدخن والسمسم والعدس والخضروات المحلية كـ القرع العسلي والبطاطس والجزر والطماطم والفلفل وغيرها.

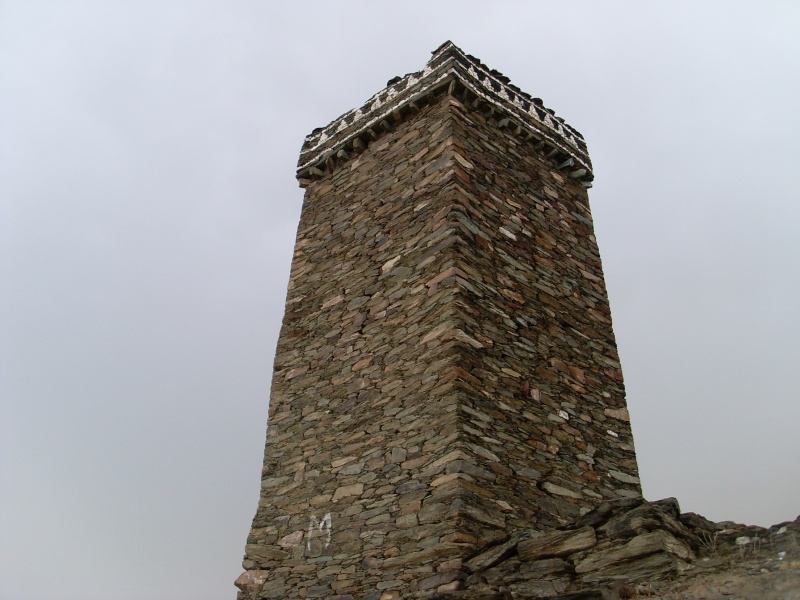
قرية عويرة
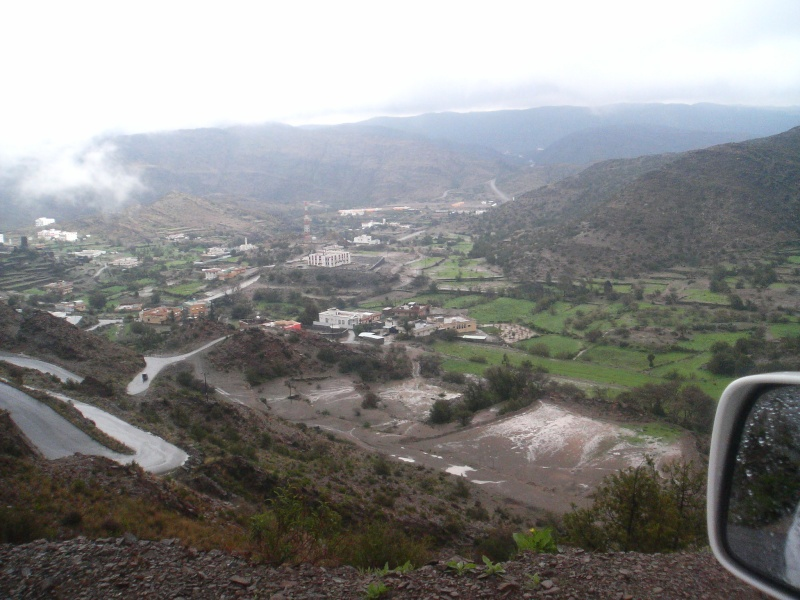
قرية مشنية
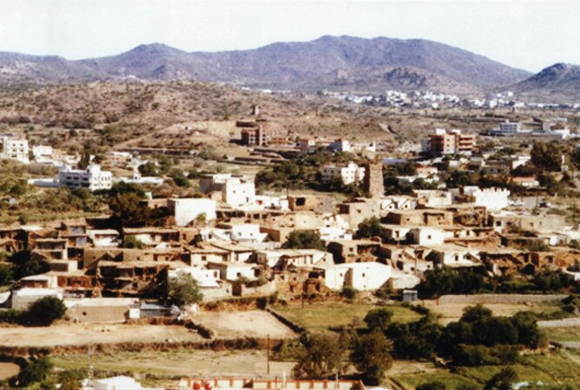
قرية سنان

تكثر القرى في منطقة الباحة، وتتميز كغيرها من قرى السعودية بجمال طبيعتها ونقاء جوها وصفاء هوائها، ومعظم هذه القرى يتميز بالطبيعة الجبلية، وقليل منها يقع في بيئة صحراوية. تشتهر قرى الباحة بزراعة الرمان والعنب والتين والخوخ والمشمش، لا سيما في المناطق الجبلية كمحافظة المندق ومحافظة القرى وغيرها، ويعتبر رمان بيدة من أجود الرمان وأفيدها على مستوى العالم.
وينبغي الذكر أن لكل قرية ما يميزها عن غيرها من القرى، فبعضها يشتهر بزراعة الحمضيات، كالليمون والبرتقال، وبعضها يشتهر بزراعة أنواع معينة من الفواكه مثل: البطيخ والتوت والجوافة وغيرها، كما أن بعض القرى يشتهر بأعمال الحرف اليدوية كالتطريز والنجارة وغيرها.

## الحياة البرية

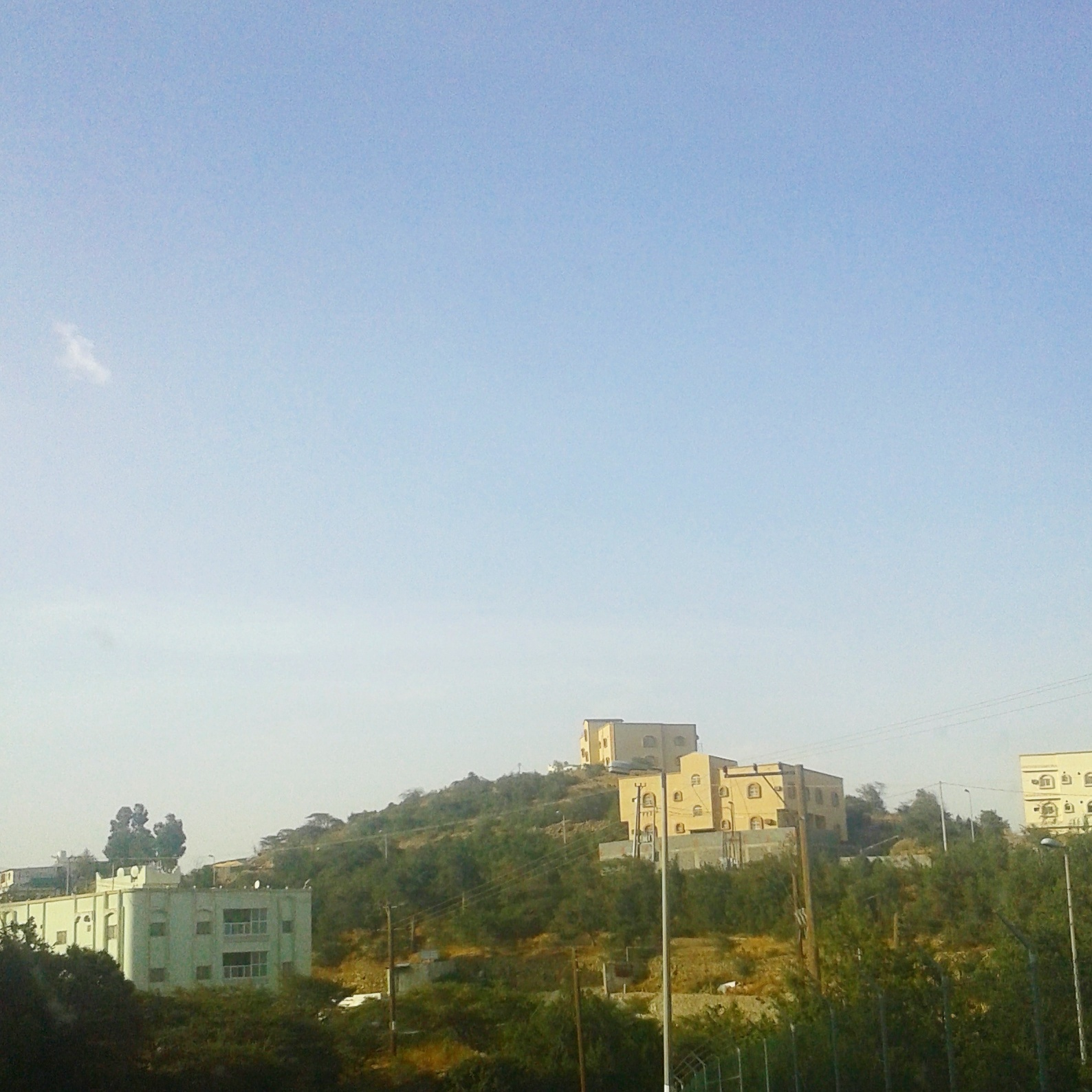
غابات أشجار العرعر حول المنازل في مدينة الباحة
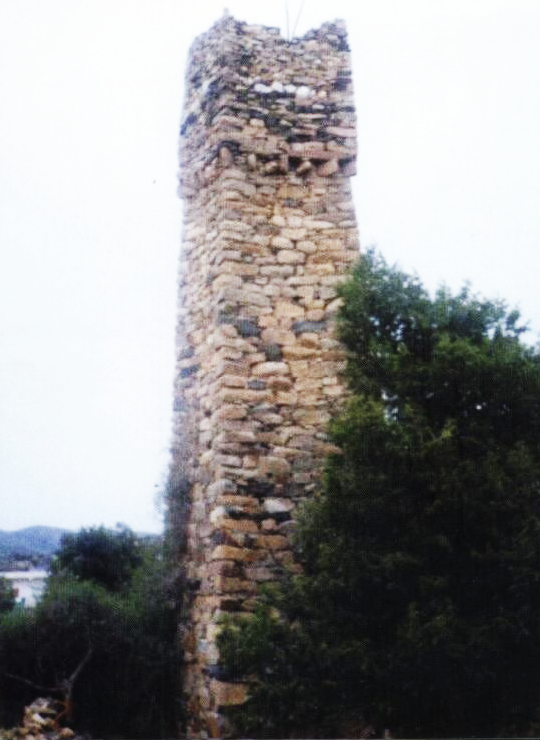
شجرة سنديان قرب حصن قديم
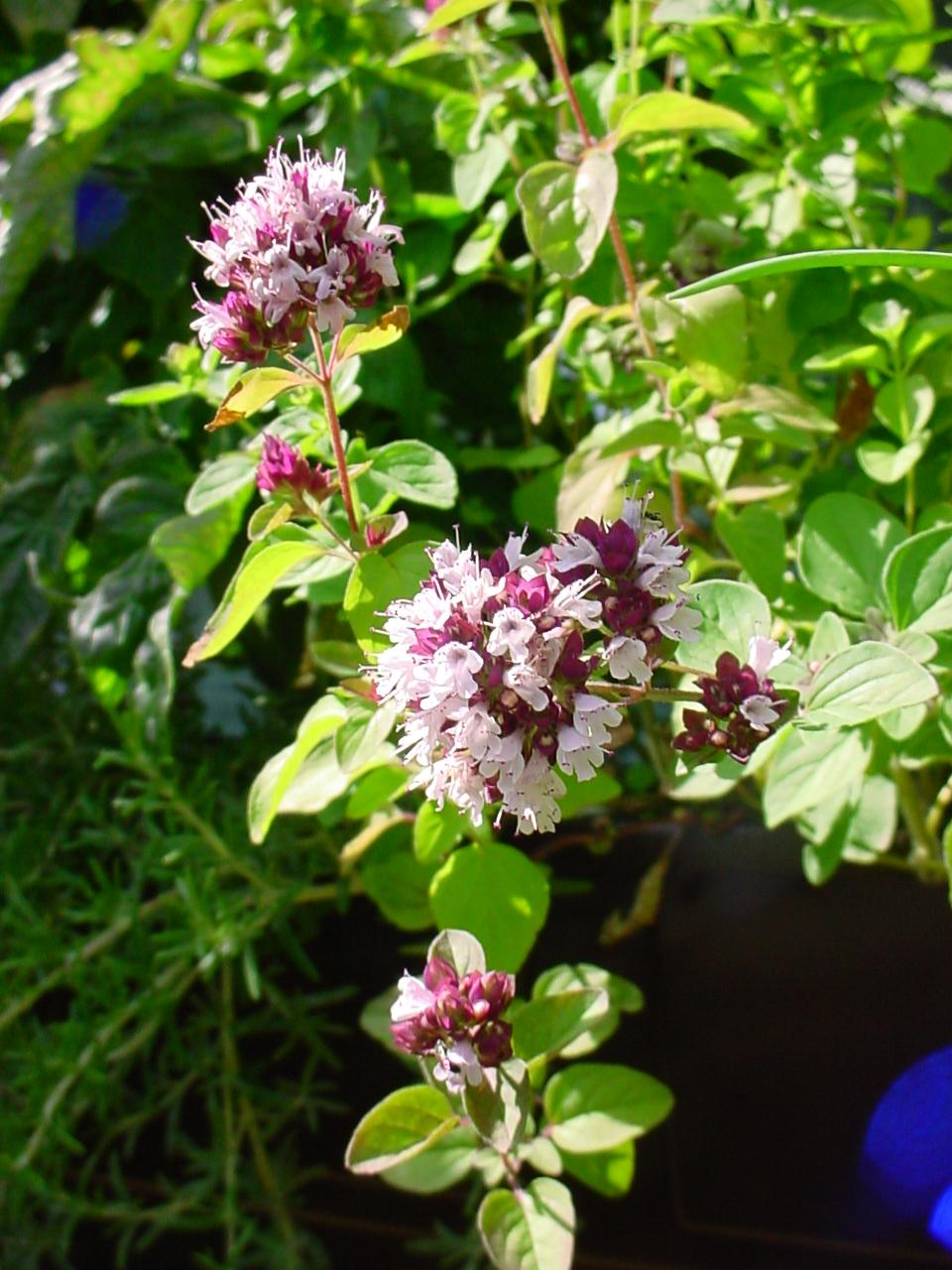
أزهار نبات البردقوش
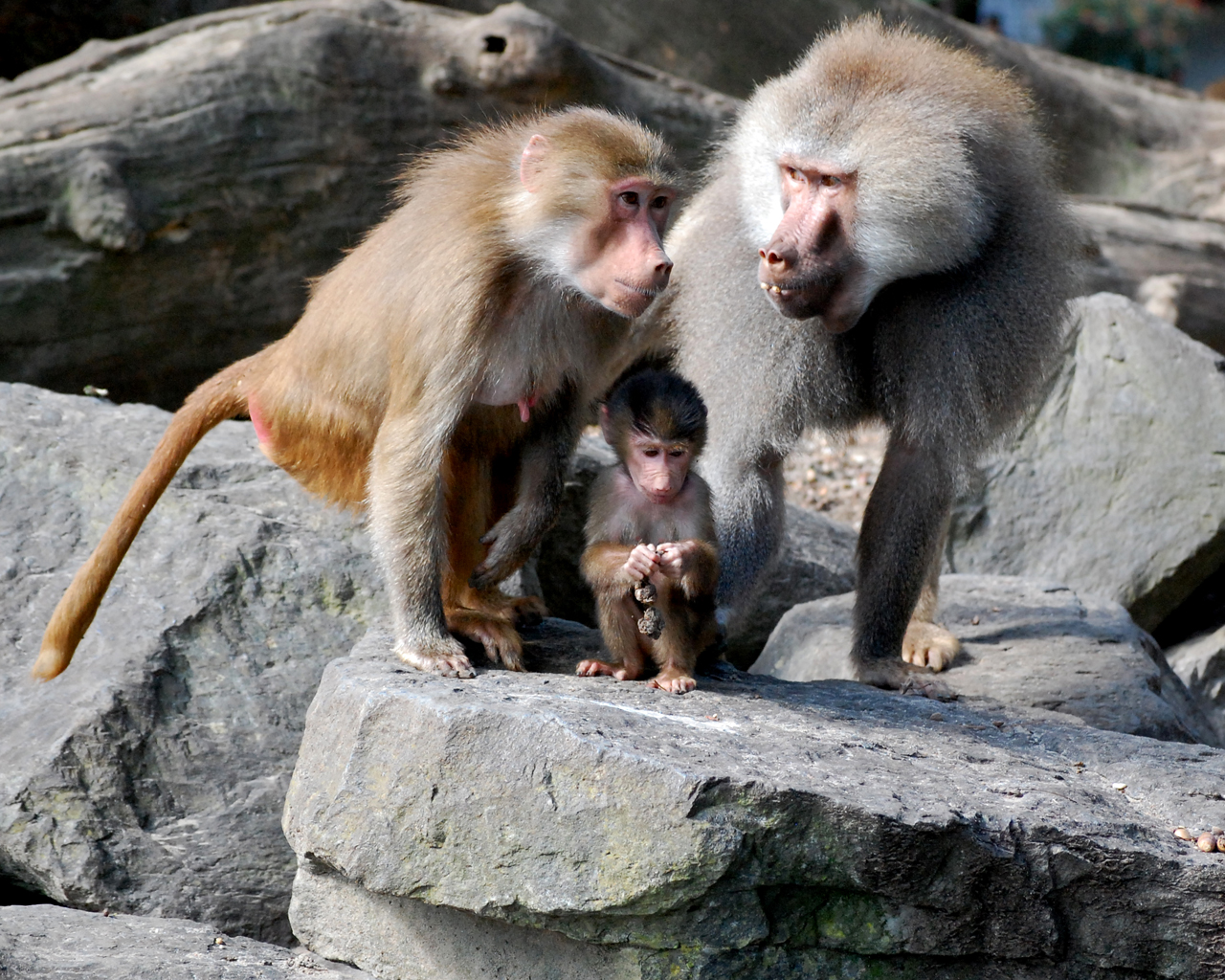
السعدان
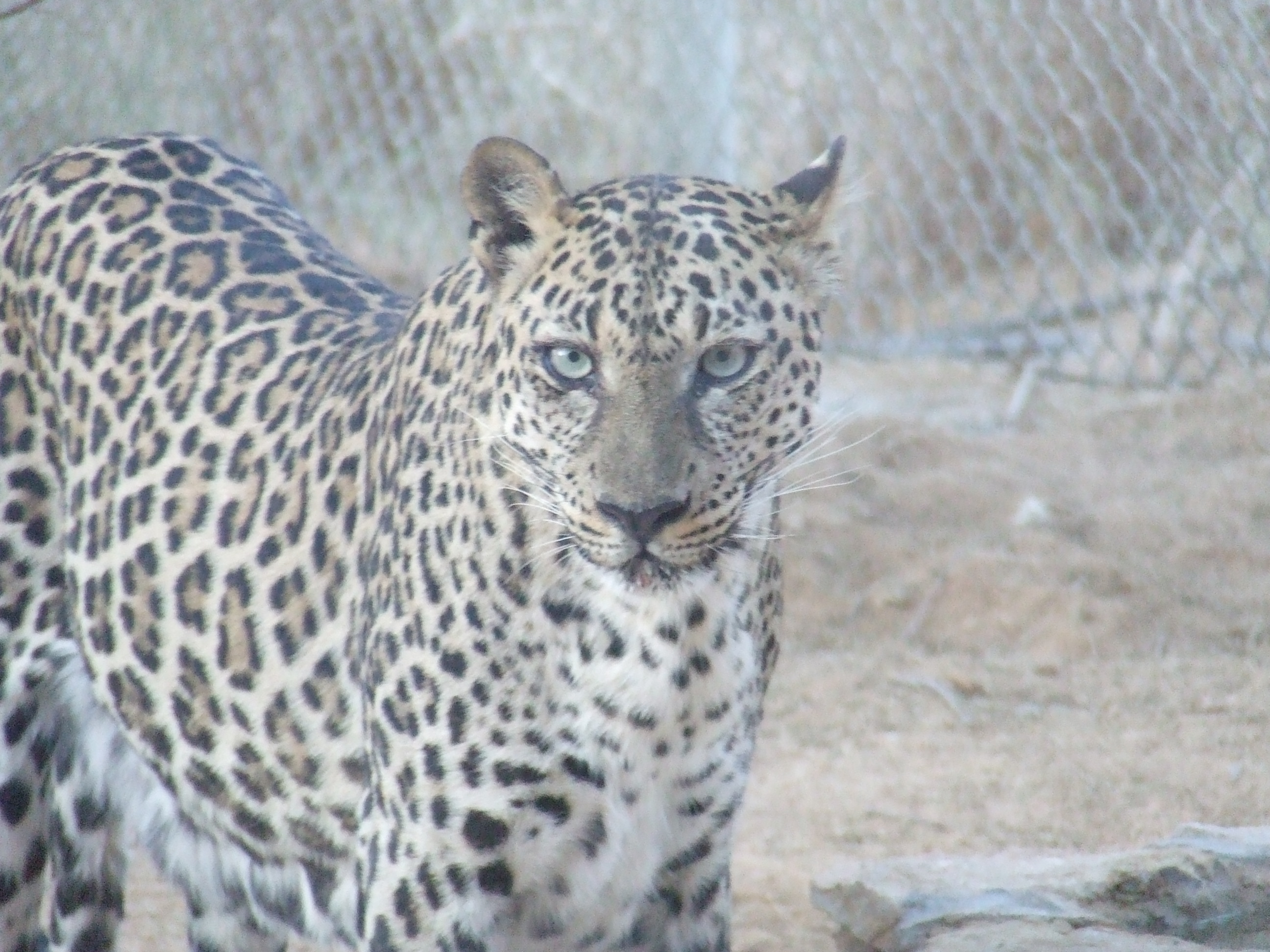
النمر العربي
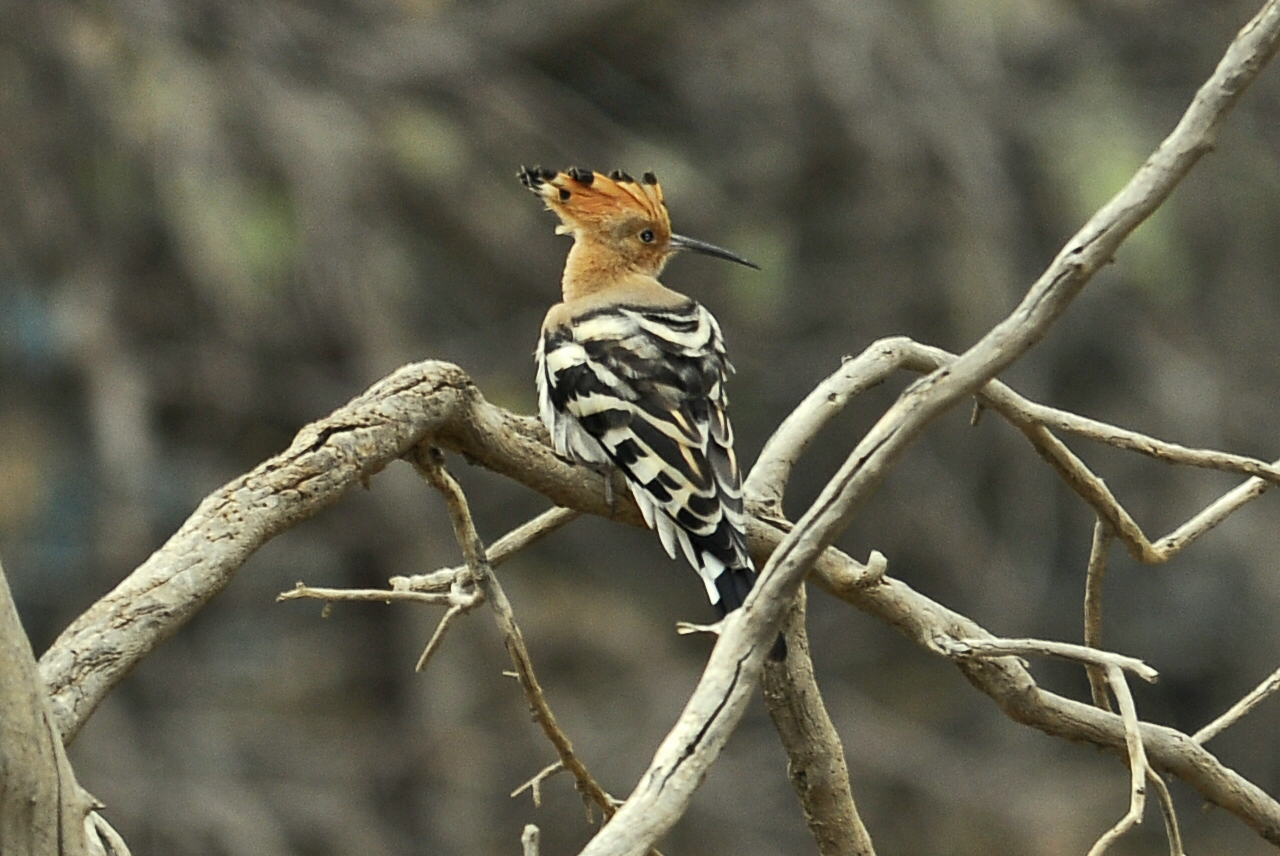
الهدهد
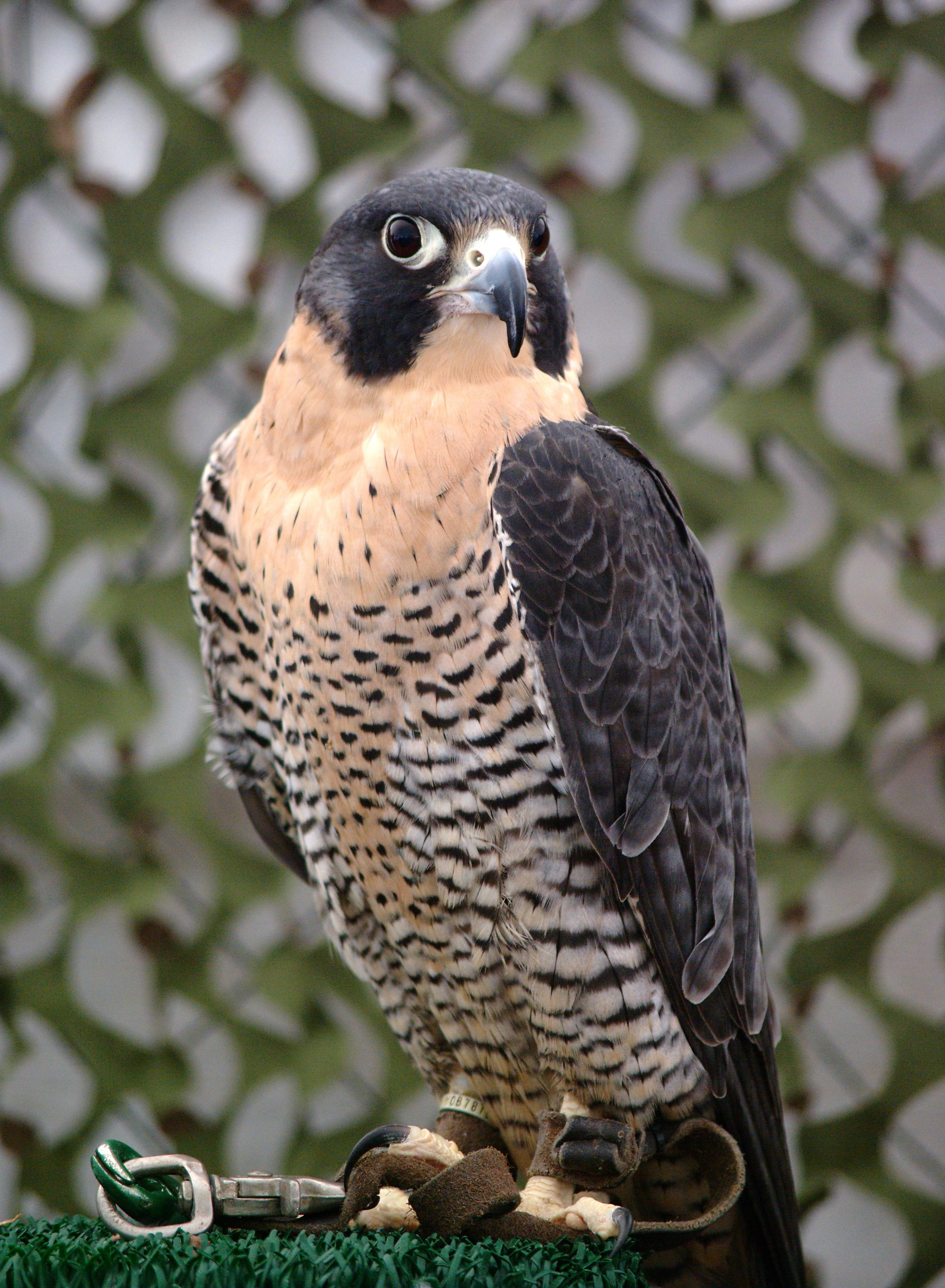
الشاهين
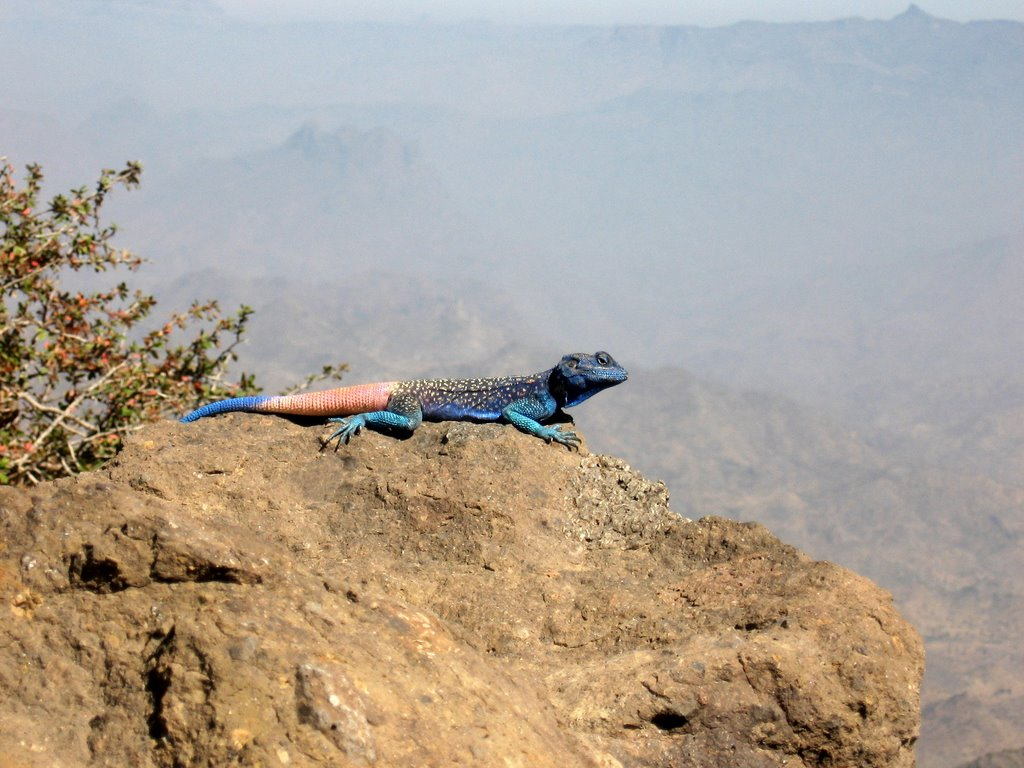
الحرباء
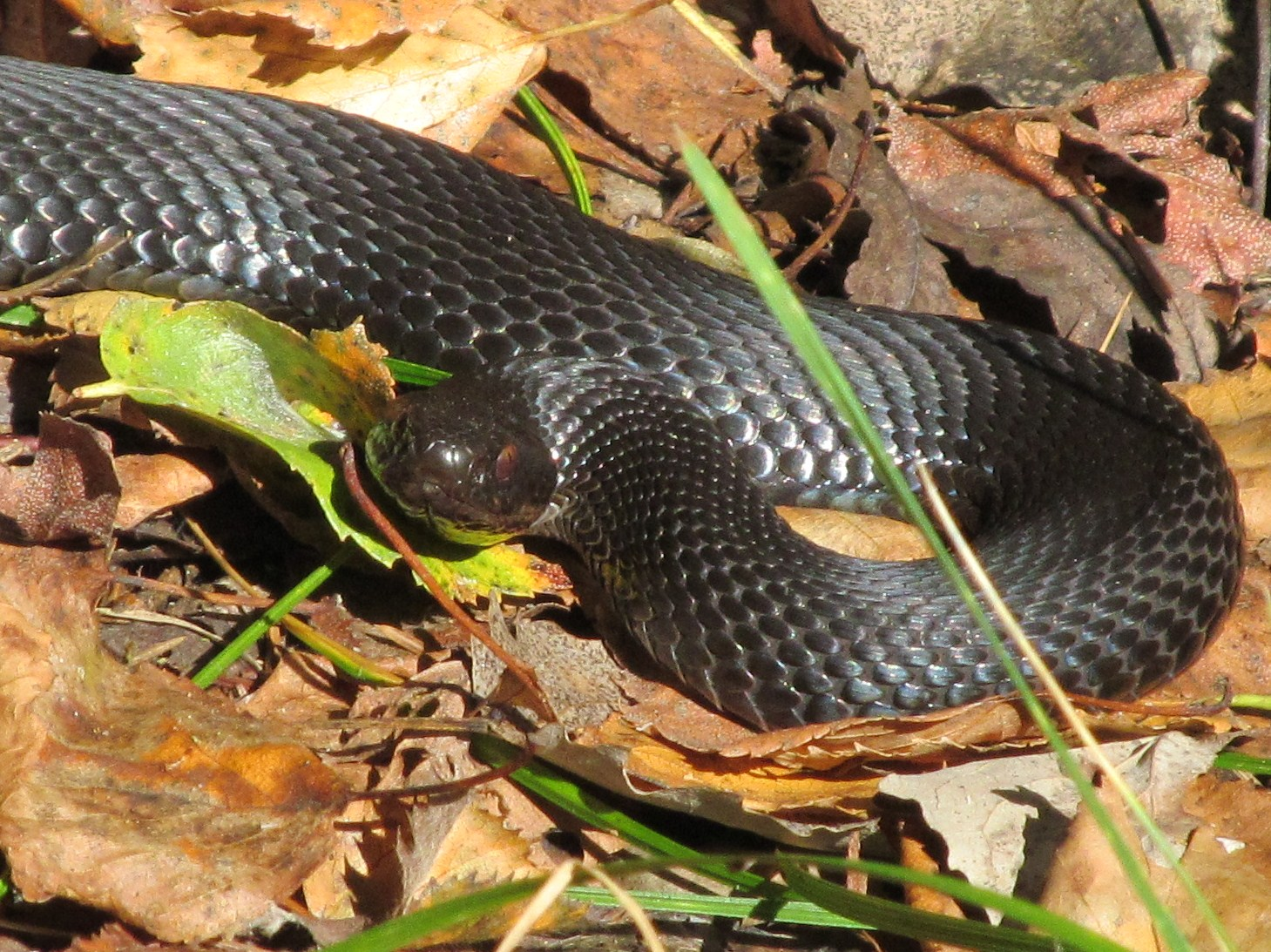
الأفعى (الداب)

تتميز منطقة الباحة بالحياة البرية بتنوعها وغناها الكبير وذلك عائد لتنوعها المناخي ولموقعها الفريد بين جبال الحجاز وسهل تهامة وقد ساعدها على هذا التنوع تنوع التضاريس في المنطقة ويسيطر على المنطقة انتشار الطابع الجبلي للتضاريس مع انتشار بسيط للسهول في الغرب كما تنتشر الكثبان الرملية بأشكال بسيطة في الغرب وتحتوي المنطقة على الكثير من الغابات وهي من أكبر مناطق المملكة في عدد الغابات.
ويوجد الكثير من الشجيرات والنباتات والآلاف من الطيور والمئات من الحيوانات.

## الخدمات

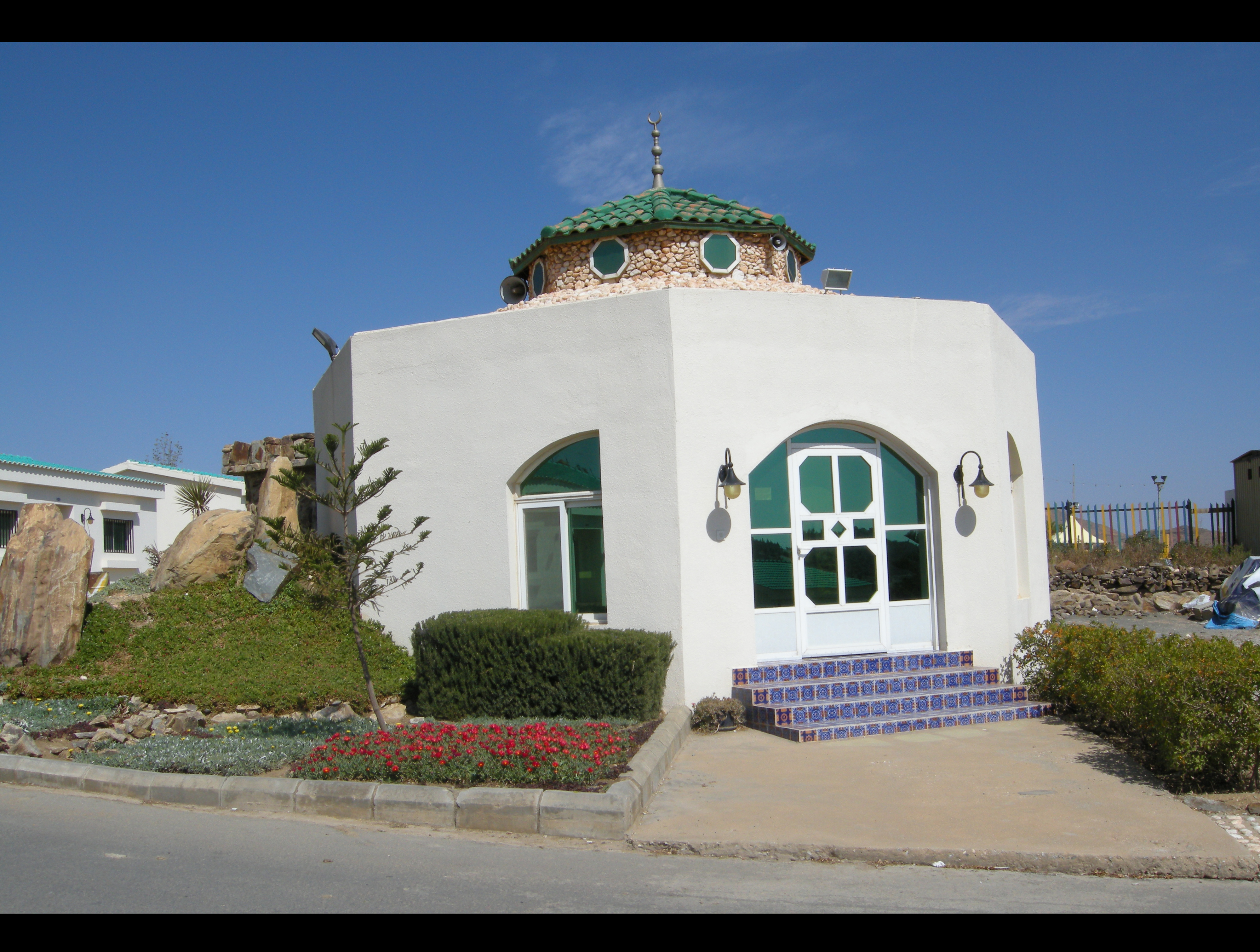
مسجد صغير في إحدى قرى المنطقة

### الخدمات الطبية
تتوفر في منطقة الباحة كافة الخدمات الطبية الأساسية ولعل أول مستشفى أنشئ في المنطقة هو مستشفى بلجرشي العام بمحافظة بلجرشي جنوب الباحة ب30 كم، تلاها إنشاء عدد من المستشفيات كمستشفى الملك فهد بمدينة الباحة ومستشفى المندق بمحافظة المندق ومستشفى المخواة بمحافظة المخواة ومستشفى العقيق بمحافظة العقيق ومستشفى قلوة بمحافظة قلوة ومستشفى النساء والولادة والأطفال بمحافظة بلجرشي ومستشفى النقاهة والعلاج الطبيعي بمدينة الباحة ومستشفى الصحة النفسية بمحافظة بلجرشي.
كما تم الإعلان عن إنشاء مدينة طبية بمنطقة الباحة لخدمة المنطقة والمناطق المحيطة بها.
كما يتوفر في المنطقة المراكز الصحية المنتشرة في المنطقة ومراكز الهلال الأحمر السعودي ولا زالت المنطقة بحاجة إلى عدد من مراكز الهلال الأحمر السعودي وخاصة على الطرق الرابطة.

### الخدمات التعليمية

شعار جامعة الباحة

التعليم يشمل جميع الطبقات من قرى وضواحي ومدن ومحافظات المنطقة وهجرها وأوديتها، كما يوجد بالمدينة بالإضافة إلى المدارس الابتدائية والمتوسطة والثانوية ومدارس تحفيظ القرآن الكريم والتربية الخاصة ومعاهد علمية ومعاهد مهنية ومعهد تجاري وكلية تقنية وكلية صحية وكلية المجتمع التابعة لجامعة أم القرى وجامعة الباحة للبنين وآخرى للبنات -وبدأت الدراسة بها عام 1428- كما يوجد جامعة أهلية عالمية للعلوم وهي جامعة الباحة.

### المطار

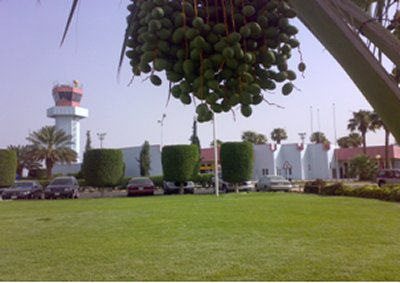
مطار الباحة المحلي في العقيق

مطار الباحة المحلي (إياتا: ABT، إيكاو: OEBA) هو مطار محلي يبعد عن مدينة الباحة جنوب غرب السعودية حوالي 45 كم في الاتجاه الشرقي، تم إنشاء مطار الباحة سنة 1982، ويستخدم المطار في الرحلات الداخلية بالإضافة إلى الرحلات الدولية المواصلة، وتبلغ المساحة الكلية للمطار حوالي 4.858 م2.
يقع مطار الباحة في شرق منطقة الباحة بمحافظة العقيق ويبعد عن مدينة الباحة حوالي 45 كم، وقد تم إنشاء المطار عام 1402 هـ.
يقع المطار على مساحة 4,85 كم2.

## الثقافة والرياضة
يعتبر نادي الباحة الأدبي رافداً من روافد الثقافة وناشطاً على مستوى المملكة من حيث المشاركات المحلية والدولية.
وبالنسبة للرياضة، يوجد مدينة رياضية كاملة وتعرف بمدينة الملك سعود الرياضية.

### أندية الباحة
يوجد بمنطقة الباحة أربعة أندية وهي:

- نادي العين بمحافظة القرى
- نادي الباحة بمدينة الباحة
- نادي الحجاز بمحافظة بلجرشي
- نادي قلوة بمحافظة قلوة

## اقتصاد المنطقة

### الزراعة

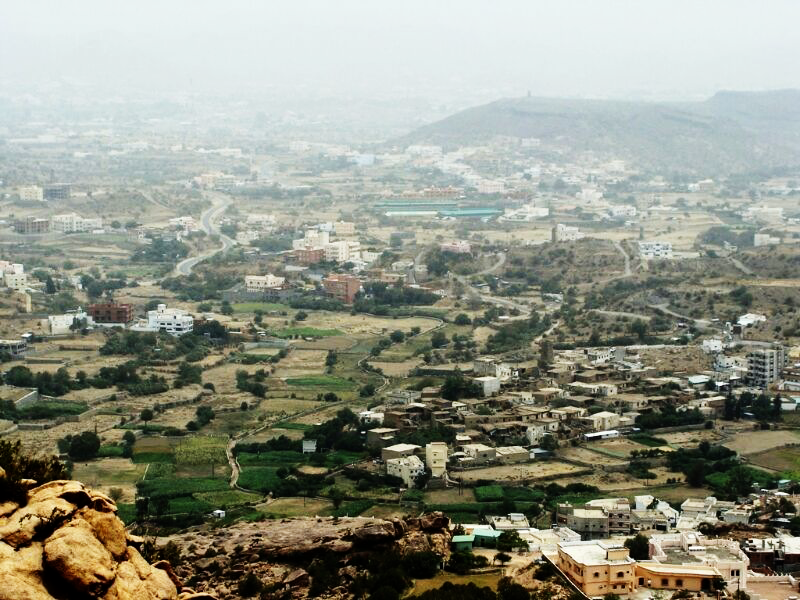
تشتهر منطقة الباحة باكتسائها على المصطحات الخضراء

كان اعتماد المنطقة الأساسي يقع على الزراعة التي كانت تشتغل بها الأغلبية من السكان وبها نشط جزء كبير من تجارتهم، فكانت زراعة بعض أنواع الحبوب المحلية والخضار والفواكة التي اعتمد السكان عليها منذ القدم كـ الذرة البيضاء والقمح والشعير والدخن والعدس والسمسم الذي كانو ينتجون منه زيت فاخر ألا وهو السليط وهو زيت السمسم والعدس ويسمى البلسن والذرة البيضاء والرمان والذي كانو يصمدونه بتجفيف قشرته التي تشكل حاجز مفرغ من الهواء كالبسترة اليوم والعنب وكانو يصمدونه بالتجفيف فيصنعون منه الزبيب الذي كانو يتاجرون به لكثرة إنتاجهم منه ويوجد في المنطقة أغلى أجود أنواع الزبيب كما كانو أيضا يجففون اللوز الأخضر وما زالو إلى اليوم لفوائده الطبية، والفركس والطرنج وأنواع برية من تفاح والمشمش والخوخ والكمثرى رمان والبطيخ الأسود وموز الصدر والبوص واللوز البجلي الحماط و (الجوز، القعقع) الذي انحصر إنتاجه في بعض المزارع الخاصة وزراعة الخضار كالالقرع العسلي والدباء العربي والجزر والالثفاء والبطاطس والطماطم والدجر والبامية والملوخية التي كانتا تجففان لاستخدامها في غير موسمها الالفلفل هذه بعض منتجات المنطقة التي كانو يصنعون منها ولا زالوا أطباقهم التقليدية كالكسكسية والدغابيس والطواجن والعصيد والكبسة.

### المنتجات الزراعية

التين الشوكي

تتوفر بالمنطقة عددا كبيرا من المنتجات الزراعية والتي تسد بعض احتياجات المنطقة ومن أهم عوائق الزراعة بالمنطقة هي قلة الأيدي العاملة ومن أهم المنتجات الزراعية بالمنطقة: الرمان والعنب والخوخ والمشمش والدبه والطماطم والموز والبطاطس والبوص والكرز والتوت والتين الشوكي عدد من المنتجات الأخرى

### السياحة
غابة رغدان ومنتزه القمع ومنتزه الشكران (السكران سابقاً) وغابة شهبة (التي تم تدمير جزء كبير منها لإنشاء جامعة الباحة الأهلية للعلوم). إضافة إلى قرية ذي عين الأثرية ووادي الخيطان ووادي العشر (بضم الشين) وجدر والشعب والحرائق وشعب العرجل والعديد من القرى والحصون المتناثرة على قمم الجبال وعدد كبير من الغابات تزيد على الأربعين غابة.
ومن معالم السياحة بالمنطقة وجود تلفريك أثرب والذي ينقل السائح من جبال الحجاز الشاهقة إلى سهول تهامة.

### الصناعة
يتوفر بالمنطقة مصانع كمصانع الإسفنج ومصانع البلاستيك بمحافظة بلجرشي ولعل أهم أسباب بطء نمو الصناعة عدم توفر مدن صناعية بالمنطقة. وبها مصنع العين العذبة للمياه والذي يعتبر أكبر مصنع بالباحة ومصنع مياة زلالي ومصنع مياة ناوان ومصنع الأكسجين الطبيعي والغاز ومصنع شمس للمواد الغذائية.
وفي سبيل تطوير الصناعة بمنطقة الباحة تم الإعلان عن إنشاء مدينتين صناعيتين بمنطقة الباحة والمدينة الأولى بمدينة الباحة في حين تقع المدينة الصناعية الثانية بناوان بتهامه الباحة وفي يوم 29 من شهر ذو الحجة من عام 1431 هـ تم توقيع العقد الأول لتطوير المدينة الصناعية الأولى بمدينة الباحة بمساحة مليون متر مربع كمرحلة أولى من أصل ثلاثة ملايين متر مربع.

### الثروة المعدنية
يوجود عدد من مناجم الحديد والذهب والفضة في عدد من المحافظات كمحافظة القرى (شمال مدينة الباحة) ومحافظة العقيق (شرق مدينة الباحة) ومحافظة الحجرة (غرب مدينة الباحة) وبها أشهر مناجم المملكة منجم وهو منجم الحجرة.

## التراث

### الفنون الشعبية
من بين الفنون الشعبية التي تزخر بها منطقة الباحة بعيدا عن العرضة واللعب العديد من الفنون والأنماط الشعبية الأخرى والتي نشير هنا إلى بعضها فهناك فن (المسحباني): وفي الغالب يأتي هذا اللون بعد فن اللعب حيث يمتاز برتمه الثقيل ويلاحظ عليه بأنه يؤدى من خلال صفين متقابلين يتم تشكيلها من قبل المشاركين في أداء هذا الفن الأصيل بحيث يتم الأداء بحركة موحدة وقصائد هذا اللون تأتي ثلاثية الأبيات أحياناً ومنها أيضا ما يكون ثنائيا وكذلك رباعي الأبيات وكلماته ذات طابع سهل جداً ومن الفنون التي لا تزال تحظى بمكانة جماهيرية في منطقة الباحة فن (المجالسي) وهو فن يشبه إلى حد كبير في قصائده فن اللعب حيث يؤدى من قبل الشاعر ثم يكرر الحضور آخر بيت في قصيدته الشعرية ويبدأ بالثناء على صاحب المجلس ثم ينتقل كل شاعر بغرضه ويغلب عليه كذلك طابع الغزل العفيف إلا أنه لا يخلو من أداء بعض أغراض الشعر الأخرى.
ومن الفنون التي يشار إليها بالبنان في منطقة الباحة خاصة وأنه فن ذو مميزات خاصة عن بقية الفنون الشعبية المعروفة في هذه المنطقة فن (طرق الجبل) وسمي بهذا الاسم نسبة لأدائه في المناطق الجبلية ويسمى أيضا «بالطويل» وذلك نسبة إلى رتمه الطويل حيث يؤدى هذا اللون في «الجبل» وعلى الآبار ومع الجمّالة ويمتاز الذي يؤدي هذا اللون بنفسه الطويل وكلماته الجميلة وهناك الكثير من محبي وعشاق هذا اللون من كافة طبقات المجتمع إضافة إلى اشتراط النفس الطويل فيمن يردد هذا اللون لا بد أن يمتاز بالصوت الشجي الذي يميل إلى الحزن في أدائه. ومن بين الفنون الشعبية في الباحة فن البيني: وهذا الفن الأصيل أشبه إلى حد كبير بالمسحباني في أدائه ورتمه وأكثر ما يؤدى في سهول تهامة ويؤدى على شكل صفين متقابلين وكلماته تميل إلى الغزل.

### فنون البادية
للبادية في منطقة الباحة العديد من الفنون التي تخصها وتميزها ومن بين فنون البادية في الباحة المحاورة وهو نوع من أنواع الشعر المجالسي يشترك فيه أكثر من شاعر أحدهم يبدع، فيما يرد الشاعر الآخر بنفس القافية وانسياق المعنى وهذا الوضع شرط أساسي في أداء هذا اللون الغنائي، والثالث يأتي بأبيات تكمل معنى الاثنين السابقين. وقد يعود القول للأول وهكذا وفي بادية الباحة تمارس نفس الفنون المتعارف عليها في الباحة إلى جانب مع العديد من الفنون الشعبية التي تخص أهل البادية مثل السامر والهجيني والقلطة. وتمتاز هذه الفنون وغيرها من الفنون الشعبية الأخرى بالباحة بأنها ذات حضور مميز في المناسبات والمهرجانات الوطنية خاصة مهرجان الجنادرية حيث تقدم فنون الباحة الشعبية في هذا المهرجان كل عام وتنال حضورا جماهيريا كبيرا كما ان فنون الباحة الشعبية من الركائز الأساسية في دعم السياحة في الباحة فالفرق الشعبية في المهرجانات تقوم بدورها بشكل كامل في هذا الجانب عبر تقديم العديد من العروض الشعبية للفنون المعروفة بالمنطقة وذلك بدافع حرصها الكبير على الحفاظ على التراث الفني لهذه المنطقة من الإهمال والضياع والنسيان معتمدة في ذلك على إمكانات شحيحة لكنها تعوضها بالرغبة الأصيلة لدى أعضاء الفرق والإداريين القائمين عليها وتتطلع الفرق الشعبية في منطقة الباحة إلى المشاركة عربياً ودولياً في المهرجانات الفنية وذلك للمساهمة في إبراز وتمثيل وإحياء كافة فنون مناطق المملكة من شمالها إلى جنوبها ومن شرقها إلى غربها.

### الأكلات الشعبية
تشتهر موائد الطعام بمنطقة الباحة بأكلات شعبية تحتوي على عناصر غذائية عديدة مفيدة حيث تعد من أغنى الموائد المليئة بالفيتامينات نظراً لارتفاع قيمتها الصحية وتنوع فوائدها الغذائية مما جعل هذه الأكلات حاضرة في جميع المناسبات.
وتتميز منطقة الباحة بالعديد من الأكلات الشعبية، وأصبحت هذه الأكلات منافساً قويا للأكلات الحديثة برغم عدم معرفة الكثير من الجيل الحديث بها إلا أن الآباء والأمهات حريصون على بقاءها عبر مشاركتها الموائد الحديثة في جميع المناسبات العامة والخاصة وكونها مظهراً من مظاهر الكرم.
- الدغابيس / من الأكلات اللذيذة التي تشتهر بها منطقة الباحة وهي عبارة عن عجينة من دقيق البر تقطع بحجم قبضة اليد أو أكبر وتشكل على أشكال دائرية ثم توضع في القدر المملوء بالماء المغلي مع اللحم والمرق، ويصنع منها أحجام كبيرة في مناسبات الزواج مبالغة في إكرام الضيوف .
- الخبزة المقناه / بشد النون وهي من الأطعمة الأساسية لأهالي المنطقة حيث تعمل من دقيق القمح الذي يعجن بالماء ثم يوضع على صخرة رقيقة السماكة بعد أن تسخن بإيقاد النار عليها ثم تغطى بما يشبه الصحن وهو ما يعرف بالمشهف المصنوع من الفخار أو من الحديد الرقيق السماكة ثم تغطى ببقية الرماد والجمر وتوقد عليها نار صغيرة حتى تصبح جاهزة لاستخرجها وتقديمها، وعادة ما يتنافس العديد من الأهالي في إعداد أكبر خبزة إمعانا في كرم الضيافة، وهي أكبر رغيف في العالم.
- العصيدة / إحدى الأكلات الشعبية المشهورة بالمنطقة وعلى مستوى المنطقة الجنوبية، وهي تصنع من أنواع الحبوب البر والذرة الصفراء والبيضاء والدخن ويتم تحريكها بعصا بسرعة متوسطة لتستوي بلزوجة معينة حتى تنضج وعادة ما تؤكل مع المرق واللحم والسمن والعسل.
- السويقة / وهي تعمل من الشعير غير المستوي بحيث يتم حصاده على غير استواء كامل ويطبخ في سنابله في قدر كبير الحجم ويملح وبعد أن ينضج يستخرج ويتم فرده تحت أضواء الشمس حتى يجف ويتيبس ثم يدق بعصا غليظة تسمى المخبطة وبعدها يتم فصل السنابل والشوائب عن الحبوب بواسطة المنخل والغربال وبعد التصفية يطحن بواسطة الرحى ثم يصنع منه العصيد الذي يقدم على قدح من السمن في صحفة من خشب الغرب.
- المثرية / التي تصنع من الدقيق واللحم والمرق والسمن والعسل، ويشابهها أكلة العيش ولكنها تختلف عنها من حيث قوة التماسك ومكوناتها هي نفس مكونات المثرية ويضاف لها السمن والعسل واللبن ويتم وضع العيش في أقداح أو تدهن بالعسل والسمن ثم تؤكل، ولا زالت هذه الوجبة تقدم ضمن الوجبات الشعبية بالمنطقة .
- الفريقه / وهي نفس مكونات المثرية ولكنها سائلة جداً ولها خصوصية خاصة وعادة ما تقدم للمريض وللجائع وذلك لسهولة هضمها على المعدة.
- المخوض / إحدى الأكلات الشعبية بالمنطقة حيث تعد من العجين الخفيف ويسمى المقلوب لأنه لا بد من قلبه على الجانب الأخر ويوضع على الصاج المصنوع من الحديد ويشبه إلى حد ما التميس الحالي ويخلط أحيانا بالبصل ويقدم للأكل مع أنواع الايدامات .
- قرص الميفا / وسمي بهذا الاسم لأنه يعمل في فرن أرضي محفور ومبطن بالفخار أو الطين المحروق حيث يتم طرح العجين على جوانبه من الداخل لينضج ويؤكل مباشرة، وفرن الميفا يشبه إلى حد كبير أفران التميس أو العيش الحديث .
- المرقوق / من الأكلات التي تشتهر بها الباحة والعديد من مناطق المملكة مع اختلاف المسمى وهو يعمل من البر بعد عجنه ثم يفرد جيداً حتى يصبح رقيقا ويوضع في المرق حتى ينضج ثم يقطع أوصالاً صغيرة ويخلط باللحم والمرق ويوضع بعد ذلك في الصحن المعد للأكل .
- الثريده / التي يكثر أكلها في بادية المنطقة وهي تصنع من الخبز واللحم بحيث يتم طبخ اللحم حتى يسلخ من العظم ثم يضاف له الخبز ويؤكل بعد ذلك، وكذا شربة البوسن / العدس / التي تعد من حبوب البوسن المنتشر زراعتها بالمنطقة حيث يتم تجفيفه في الشمس بعد الحصاد ثم يفرك حتى يتم استخراج الحبوب منه، وعادة ما يتم طحنه لاستخدامه مع بعض أنواع الخبزة أو العصيدة أو العيش .
- فتة السمن والعسل / التي تصنع من قطع الخبز البلدي الصغيرة بعد خلطها مع بعضها بالسمن حتى تتشبع ثم يضاف إليها العسل وتقدم عادة ساخنة .
- القراص / من الأكلات اللذيذة التي تشتهر بها منطقة الباحة وهي عبارة عن عجينة من دقيق البر تقطع بحجم قبضة اليد أو أكبر وتشكل على أشكال دائرية ثم توضع في القدر المملوء بالماء المغلي مع (الصقلة: وهي عشبة تشبة الملوخية)
- اللبزة التي تصنع من نفس عناصر الدغابيس، والملبنة وتصنع من دقيق الذرة أو دقيق الدخن مع البهارات والسمن والعسل، وغيرها من الأكلات الأخرى كالقرصان والمقطعة والملبوزة والمعرق والحميس.

الجدير بالذكر أن الأكلات الشعبية في منطقة الباحة تعتمد في الغالب على المحاصيل الزراعية كون المنطقة من المناطق الزراعية الخصبة وذلك بواسطة مدرجاتها الزراعية ومصاطبها الخضراء التي تعد بمثابة سلة الغذاء والمصدر الأساسي لأهالي المنطقة .

## كتب عن الباحة
| الكتاب                                             | المؤلف                            |
| -------------------------------------------------- | --------------------------------- |
| الباحة مصيف ومشتى                                  | أ. عبد الله أحمد الأفندي          |
| الظفير                                             | د. ناصر علي أحمد بشيه             |
| الباحة حقائق وأرقام                                | أ. أحمد صالح السياري              |
| الأكلات الشعبية من تراث منطقة الباحة الأصيل        | أ. محمد سالم عبد الله الغامدي     |
| الألعاب الشعبية من تراث منطقة الباحة الأصيل        | أ. محمد سالم عبد الله الغامدي     |
| غامد وزهران السكان والمكان                         | أ. علي صالح السلوك                |
| غامد وزهران وانتشار الأزد في البلاد                | أ. إبراهيم الحسيل                 |
| جولة في ربوع المملكه                               | أ. مسفر مرزح الغامدي              |
| كنوز غامد وزهران العمرانية                         | أ. سعيد إبراهيم الحسيل            |
| المعجم الجغرافي لبلاد غامد وزهران                  | أ. علي صالح السلوك                |
| الحركة التعليمية في سراة منطقة الباحة              | أ. سعدي عيد الحريتي الغامدي       |
| الخلف والخليف                                      | أ. أحمد الزيلعي                   |
| ذاكرة الأرض                                        | أ. أحمد صالح السياري              |
| الزراعة في منطقة الباحة                            | أ. محمد أحمد الفقيه               |
| السياحة في الباحة                                  | أ. أحمد عبد الله تفيد             |
| عزوف سكان الباحة عن ممارسة الزراعة                 | أ. حمود أحمد الفقيه               |
| غلاء المهور والآثار المترتبة عليها في منطقة الباحة | أ. محمد موسى الحسني الزهراني      |
| في سراة غامد وزهران                                | أ. حمد الجاسر                     |
| في وجدان القرية                                    | أ. عبد الرحمن صالح العشماوي       |
| مخلاف عشم                                          | أ. حسن إبراهيم الفقيه             |
| مفردات شعبية من الباحة                             | أ. محمد ربيع                      |
| من الأدب الشعبي بمنطقة الباحة                      | أ. عبد الله أحمد المالحي الزهراني |
| من وحي القرية                                      | أ. صالح الهنيدي الزهراني          |
| الموروثات الشعبية                                  | أ. علي صالح السلوك                |
| النور المتألق في ضياء المندق                       | أ. أنور الزهراني                  |
| هذه بلادنا 'الباحة'                                | د. صالح عون هاشم                  |
| وثائق من التاريخ                                   | أ. علي صالح السلوك                |
| أربعة أيام في منطقة الباحة                         | أ. علي حافظ                       |
| ألوان من تراث غامد وزهران                          | أ. أحمد سالم عثمان الغامدي        |

## أعلام من منطقة الباحة
- أبو هريرة الدوسي رضي الله عنه، ويعد من أشهر الصحابة، روايةً وحفظاً لحديث رسول الله ﷺ.
- أبو ظبيان الأعرج رضي الله عنه، فارس وشاعر وفد على النبي، وحامل راية لواء غامد في معركة القادسية، وأحد فرسان العرب الثلاثة كما أخبر القسملي والصحاري.
- جيفر بن الجلندي هو من كاتبه الرسول صلى الله عليه وسلم.
- أبو العكر الدوسي، أسلم في بلاد دوس وهاجر مع أبي هريرة.
- أبو كريم أخو أبي هريرة ويعد من المهاجرين.
- أم أبان زوجة ذو النورين عثمان بن عفان.
- أم غيلان الدوسية والتي أجارت ضرار بن الخطاب الفهري ضمن رهط من قريش عندما دخلوا بلاد دوس بعد مقتل أبي أزيهر الدوسي.
- الحارث بن الطفيل بن عمرو الدوسي.
- الحارث بن عبد الله الدوسي مستشار سيف الله المسلول خالد بن الوليد.
- حبيب بن عمرو بن حممة الدوسي.
- ذو النور الطفيل بن عمرو الدوسي رضي الله عنه من سادة العرب وأشرافها، وهو أول من طلب استضافة الرسول ونصرته.
- ربيعة الدوسي أبو أروى، شهد مع النبي غزوة الكدر.
- سعد بن أبي ذباب الدوسي، أمير دوس من قبل النبي؛ ثم أبي بكر الصديق، ثم عمر بن الخطاب.
- سفيان بن أبي زهير الأزدي.
- سواد بن قارب الدوسي: أحد زعماء قومه.
- عاتكه بنت أبي أزيهر الدوسي زوج أبو سفيان بن حرب.
- عامر بن الطفيل بن عمرو الدوسي.استشهد في معركة اليرموك.
- عبد الله بن عمرو بن الطفيل بن عمرو الدوسي.
- عمرو بن الطفيل بن عمرو الدوسي، وهو رسول رسول الله إلى قومه دوس
- مروان بن قيس الدوسي.
- معيقيب بن أبي فاطمة الدوسي.
- منير بن عبد الله الدوسي.
- محمد بن عبد الله بن عمار الغامدي، أحد أهل الفضل والمتحققين بالعلم حسن الحفظ كثير الحديث النبوي.
- عبد شمس بن مسروح الغامدي الأزدي وهو القائل:[14]
- مالك بن عوف الغامدي القائل:[15]
- عبدالله بن سلمة الغامدي: وهو أحد شعرائهم في الجاهلية، وأحد شعراء المفضليات.[16]
- ربيعة بن مهرب الغامدي وهو شاعر جاهلي.
- مخنف بن سليم الغامدي رضي الله عنه، وهو زعيم الأزد في الكوفة، تولى أصبهان.
- فراص بن عتيبة الغامدي وهو أحد شعرائهم في الجاهلية.
- جندب بن زهير الغامدي رضي الله عنه، حكم بلاد البحرين وقتل في وقعة صفين، نزلت فيه آية في القرآن الكريم {فَمَن كَانَ يَرْجُو لِقَاء رَبِّهِ فَلْيَعْمَلْ عَمَلاً صَالِحًا} سورة الكهف آية 110.
- عبد الرحمن بن نعيم الغامدي وهو والي خراسان الكبرى في عهد الخليفة الأموي عمر بن عبد العزيز.
- الحجن بن المرقع الغامدي رضي الله عنه وهو من أشرافهم في السراة ومن الصحابة وحكم بلاد اليمن.
- جندب بن كعب الغامدي رضي الله عنه، أول من طبق حد السحرة بقتلهم، وهو القائل «حد الساحر ضربة بالسيف».
- سفيان بن عوف الغامدي رضي الله عنه، قائد وفارس، من أهم القادة الأمراء في عهد الدولة الأموية، ولاه معاوية بن أبي سفيان الصوائف.
- الحكم بن المغفل الغامدي رضي الله عنه.
- يزيد بن المغفل الغامدي وقتل يوم النخيلة.
- صخر بن وادعة الغامدي رضي الله عنه، ورد عنه حديث في مسند الإمام أحمد «بورك لأمتي في بكورها» وهو من الأزد من غامد.
- منيب بن مدرك الغامدي الأزدي روى عنه ابنه مدرك وله صحبه عاش بالشام ذكر في تاريخ دمشق لابن عساكر.
- الحارث بن الحارث الغامدي الأزدي رضي الله عنه، روى «الفردوس سرة الجنة» قال وهو كقولك بطن الوادي هو أسر ما هنالك وأحسنه، وروى أيضًا أنه سمع النبي صلى الله عليه وسلم يقول لابنته زينب: «خمري عليك نحرك». وكانت قد بدا نحرها وهي تبكي لما نزل برسول الله صلى الله عليه وسلم من قريش فقال لها رسول الله صلى الله عليه وسلم: «لا تخافي على أبيك غلبة ولا ذلًا».
- أبي بن القشب الزهراني.
- جنادة بن أبي أمية الزهراني قائد بحري.
- أبو أميمة الزهراني، زوج أم فروة أخت أبي بكر الصديق فولدت له أميمة تزوجها عبد الله بن الزبير.
- ابن هطامل الغامدي: جاء ذكره في كتاب الدرر المفاخر: «سقمانه عشرون ألف وخيله ستة آلاف، وهم عشائر متفرقة وقبائل متعددة ذوو صبر للحروب وتنفيس الكروب وحلم عند الغضب، وأيراد للغضب ما بات جادلهم ساغباً ولا إلى غيرهم عنهم واغباً. حدثني عنهم بعض العارفين بهم، أنهم أعرف أهل واجهتهم في الأشباه ومعرفة القبائل والتتبع للآثار ودلالة الطرق وهم رماة صائبون كماة غالبون، مبارز يقصر عنهم لأن الشجاعة شعار منهم.».
- بخروش بن علاس القرشي الزهراني: أحد أبرز قيادات الدولة السعودية الأولى.
- صالح بن حابش الغامدي.
- محسن بن جعال الغامدي.
- سعيد بن كدسة الغامدي: أحد أعلام بيشة، كما كان من أهم موردي المؤن والسلاح للقوات العسكرية في عهد الملك عبد العزيز.
- ابو الوليد الغامدي: قائد عظيم، مجاهد، قاد فيلق المقاتلين العرب في الشيشان، خلفًا للقائد سيف الإسلام خطاب.
- يعقوب الغامدي: مجاهد، وقائد عسكري في حرب الشيشان.
- محمد بن عبد العزيز الغامدي: اخر شيخ شمل لغامد.
- ابن رقوش: اخر شيخ شمل لزهران.
- سعد الغامدي: أحد مشاهير القراء، وأحد الأئمة المشاركين في الحرم النبوي الشريف.
- خالد الغامدي: أحد أئمة الحرم المكي الشريف، وأحد الأئمة المشاركين في الحرم النبوي الشريف.
- علي بن سعيد الحجاج: أستاذ الفقه بالمسجد النبوي الشريف، أحد تلامذة جامعة الأزهر العريقة.